# Kerfeunteun
Kerfeunteun est une ancienne commune française située au Nord de Quimper et qui lui a été annexée au 13 février 1960.

## Géographie

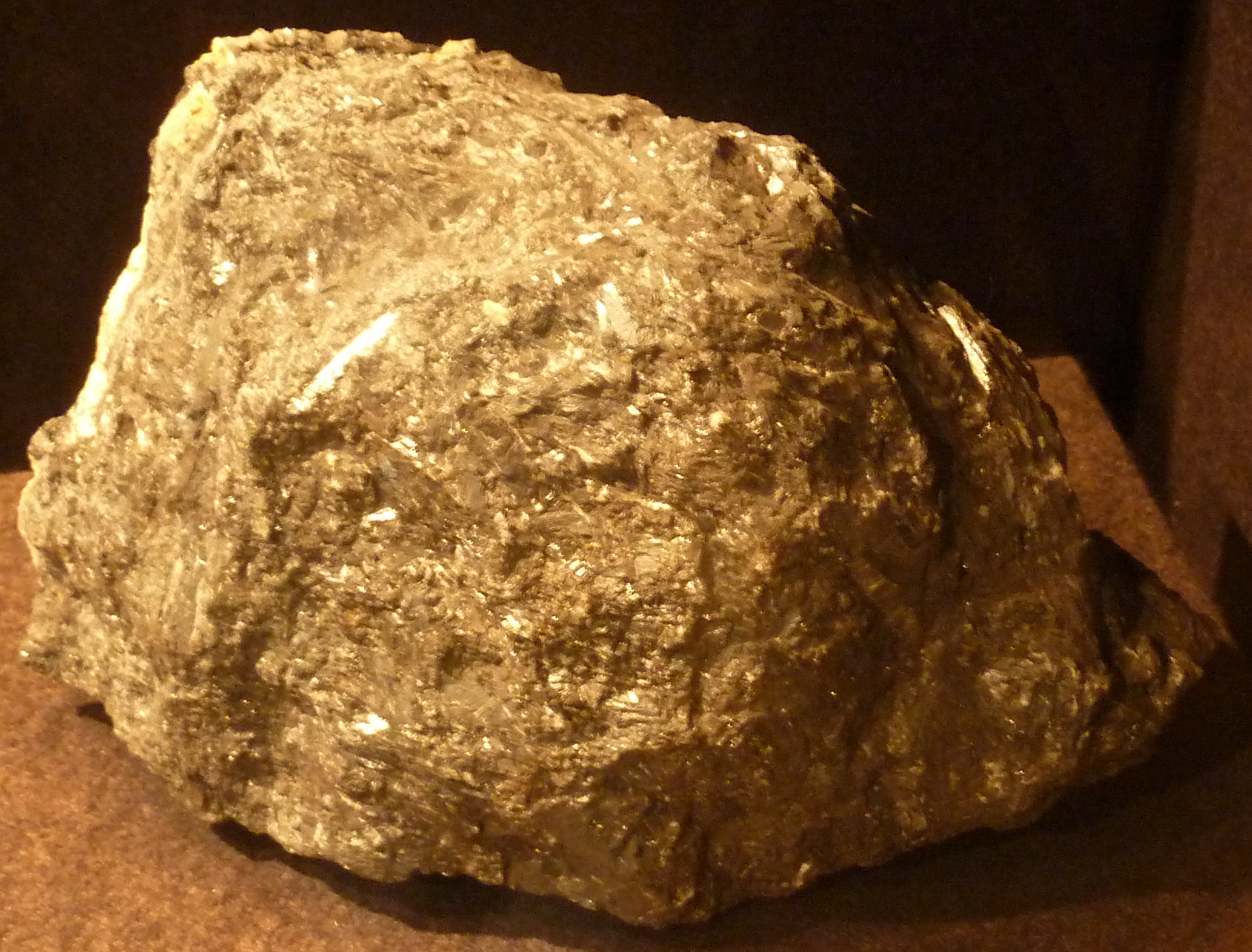
Stibine trouvée à Kerfeunteun (Maison des minéraux de Crozon).

Kerfeunteun est désormais un quartier de Quimper. Le territoire de l'ancienne commune est assez étendu et constitue la majeure partie de la commune actuelle de Quimper avec laquelle elle a toujours vécu en étroite association, étant un lieu de passage obligé pour se rendre vers le Nord, en particulier vers Châteaulin, Landerneau et Brest. Cette route part de l'ancienne porte fortifiée du Nord de Quimper (dite "La Tourbie") et suit une ligne de crête entre deux vallons sur l'interfluve desquels sont établis le bourg et l'église.

Cette partie inférieure de l'ancienne commune est constituée d'une sorte de plateau raviné et incliné vers la vallée de l'Odet où se trouve Quimper. Un vallon sépare le haut de ce plateau d'une ligne de crêtes est-ouest au-delà de laquelle se trouve un autre plateau d'altitude plus élevée (vers 100 mètres) qui reste la partie non urbanisée du nord de l'agglomération quimpéroise. Entre les deux plateaux ont été créés à l'ouest une zone commerciale, dite de Gourvily, et à l'ouest une nouvelle zone d'urbanisation au nord de l'avenue de Ti-Pont.
La partie centrale de l'ancienne paroisse de Cuzon se trouve sur une éminence entre l'Odet à l'Est et son affluent, le Frout, à l'Ouest. La partie Sud de Cuzon englobait une petite plaine établie au confluent de l'Odet et du Jet qui a accueilli la gare de chemin de fer et la zone industrielle et commerciale de l'Hippodrome. Sous cette plaine s'étend un gisement de charbon mentionné par le professeur de paléobotanique, Charles Armand Picquenard.

## Toponymie
Kerfeunteun est mentionnée au début du XIIIe siècle : la traduction latine est Villa Fontis, le « village (ou le Domaine) de la Fontaine ». la fontaine ainsi mentionnée existe toujours et il lui a été prêté des propriétés miraculeuses.

## Histoire

### Origines
Kerfeunteun est une paroisse très ancienne dont l'église paroissiale se trouvait à 1 km à peine de la cathédrale de Quimper. Le centre ancien, près de l'église, est souvent dénommé le « bourg » suivant l'habitude bretonne.
 Avant 1791, ce qui est appelé aujourd'hui Kerfeunteun était constitué de deux paroisses imbriquées et de superficie presque égale, Kerfeunteun à l'Ouest et Cuzon à l'Est.

### Kerfeunteun préhistorique et antique
Les nombreuses fouilles du centre archéologique municipal de Quimper ont peu concerné Kerfeunteun et il n'y a guère que deux stèles de l'Âge du fer et un mince mobilier gallo-romain au village de Kermoguer (autrefois en Cuzon) qui aient retenu l'attention des archéologues. On a retrouvé aussi des traces d'établissements gallo-romains du genre villa à Beg ar Menez, ainsi qu'à Kervéguen, tous les deux aussi en Cuzon. 

L'axe de route antique Nord-Sud, aujourd'hui Avenue de France Libre, qui passe au bourg, est prolongé par une route allant vers Châteaulin et Brest, aujourd'hui encore dénommée La Voie romaine et il s'y embranche à la Croix-des-Gardiens une autre voie romaine probable passant par un autre site gallo-romain attesté, Ty Sanquer, et permettant l'accès à Briec-de-l'Odet, Châteauneuf-du-Faou et Carhaix.
Le Chemin de Troheïr qui est l'ancienne route antique de Locronan et de la Baie de Douarnenez traverse le territoire sur quelques kilomètres au Nord-Ouest. De l'autre côté du pont faisant la limite sur le Steïr, ont été retrouvés en 2003 les vestiges d'un village gaulois.

### Kerfeunteun dans la Vie en latin de saint Corentin
Saint Corentin, selon sa Vie, y aurait fait un miracle pour permettre au vieil ermite du lieu, saint Primel, d'avoir une eau plus accessible en faisant jaillir cette nouvelle source près de sa cabane qui serait devenue l'église dédiée à la Sainte-Trinité.

Dans la même Vie, une scène aux relents archaïques et nimbée de mythologie celtique est placée un 1er mai, jour qui est à la fois celui de la fête de Lug (voir Lugnasad), dieu irlandais, et celui de la dédicace de la cathédrale. Un étranger, qui aurait tué une anguille qui vivait dans le bassin de la fontaine aurait été sauvé de la colère divine par le saint évêque.

L'anguille est, selon Fernand Benoît, un animal divinatoire associé au dieu guérisseur, l'irlandais Lug ou le romain Mercure.

### Moyen Âge

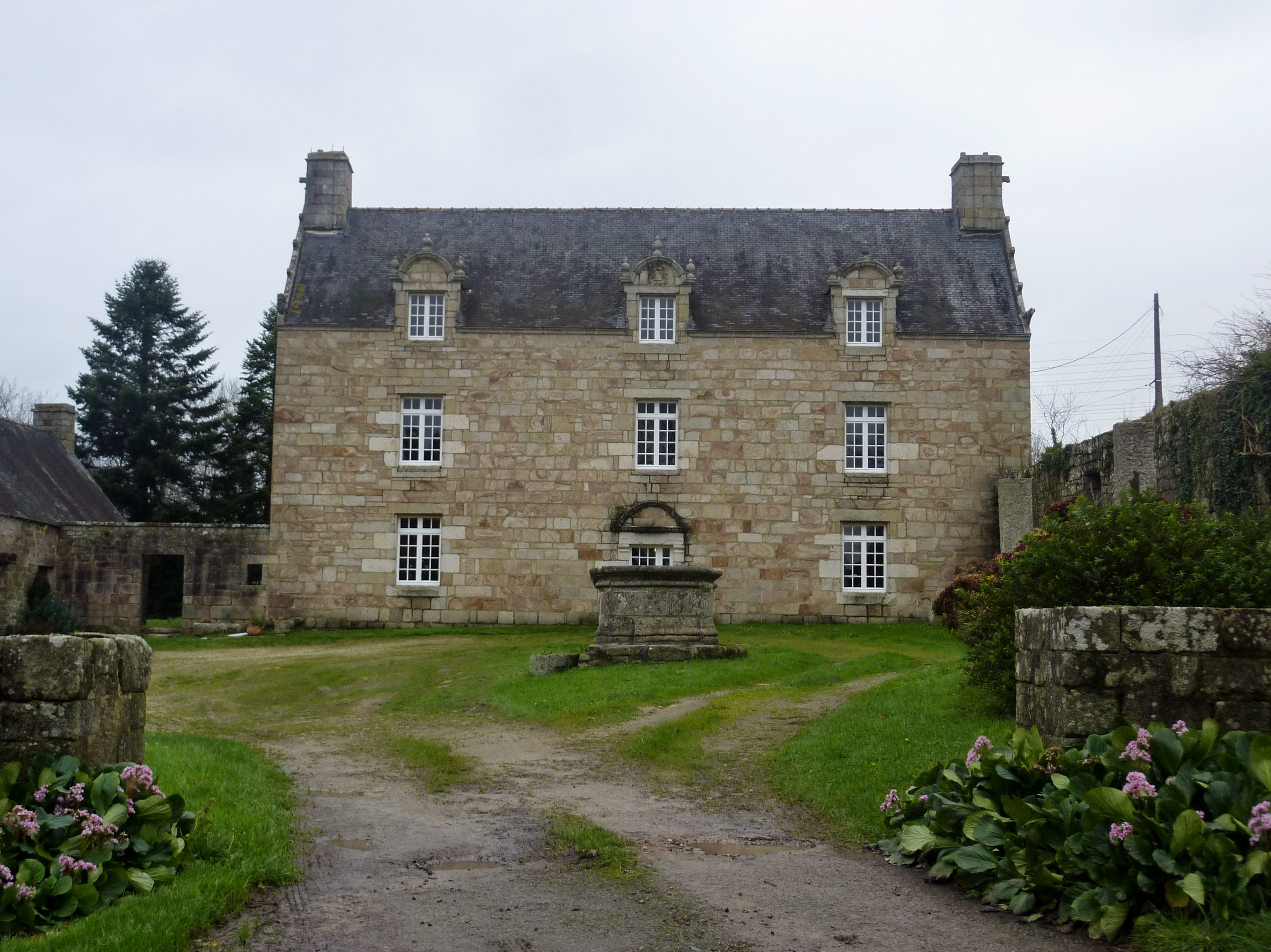
Le manoir de Keramaner (ancienne paroisse de Cuzon).

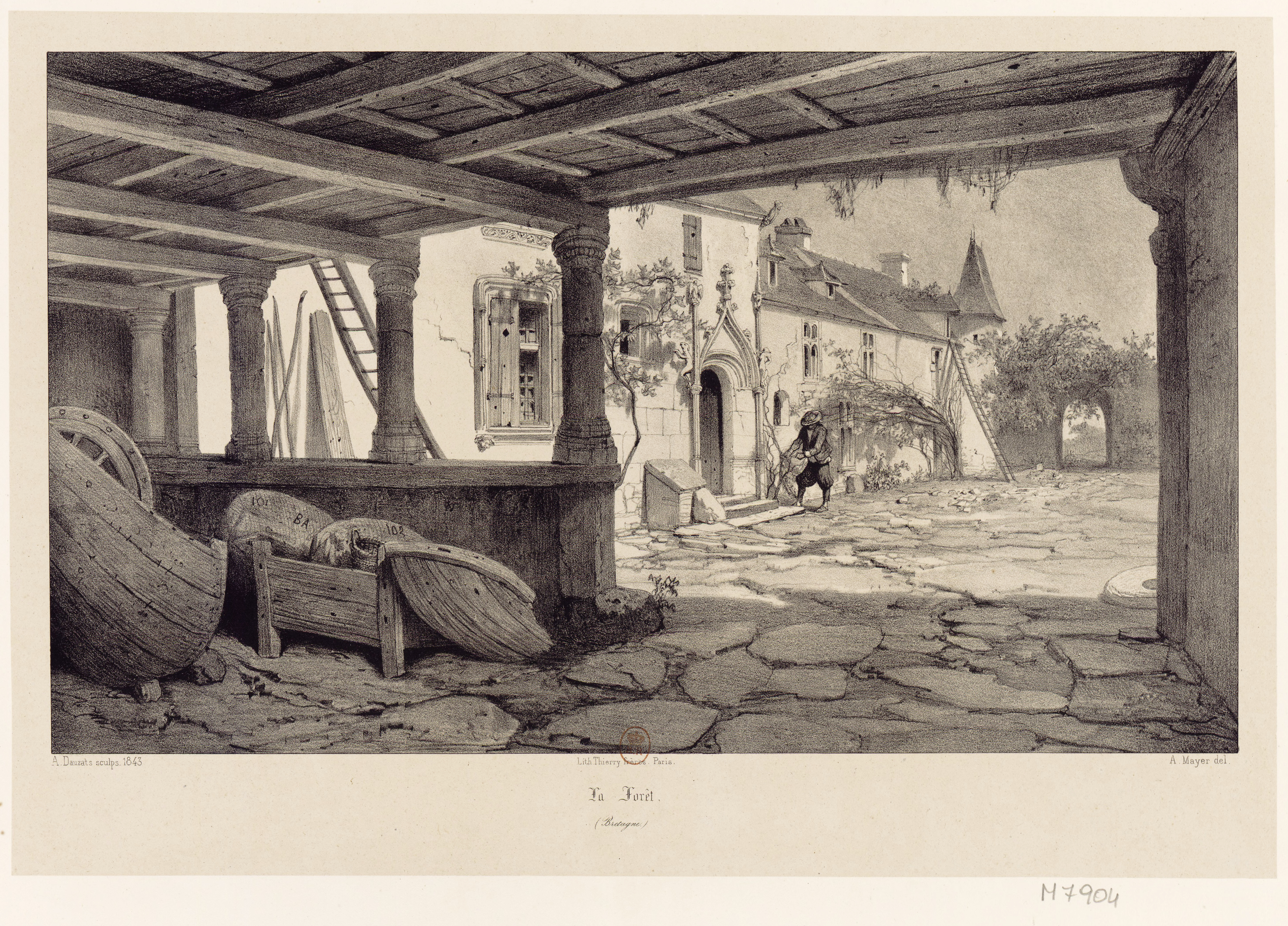
Ancien manoir de la Forêt, détruit vers 1942 (gravure publiée dans Voyages pittoresques et romantiques dans l'ancienne France, d'après un dessin d'Adrien Dauzats et Auguste Mayer, 1843).

La création des paroisses au haut Moyen Âge est mal connue, d'autant qu'il semble avoir coexisté des paroisses dites gallo-romaines et des paroisses nouvelles fondées par les Bretons venant d'outre-Manche. Pourtant, Quimper (ville close) et Kerfeunteun ont pu appartenir à l'ensemble gallo-romain de Briec-de-l'Odet, si on considère l'origine latine possible de Briec (Brithiac en 1038) et les limites naturelles (Odet et Steïr pour le Sud). La dédicace de Saint Pierre pour l'église de Cuzon amène à penser à une grande ancienneté, tandis qu'un acte concernant la cathédrale Saint-Corentin rédigé en 1227 mentionne « Cuzon dans la paroisse de Kerfeunteun » (Cozon in parrochia Kerfronton), ce qui n'est plus le cas plus tard.
 Le nom de Cuzon qui est celui d'un saint breton qui se retrouve à Locuon, en Ploërdut (Morbihan), peut aussi faire voir dans Cuzon la paroisse-mère de Saint-Corentin et de Kerfeunteun.
Proches d'une ville de pouvoir, Kerfeunteun ainsi que Cuzon ont accueilli de nombreux manoirs périurbains dont 18 ont été répertoriés. Beaucoup étaient des demeures nobles entourées de leur exploitation agricole. Parmi eux, ceux de Troheir, Kerpaen, Keramaner, Les Salles, Le Parc et Missirien (possédé par la famille du Plessis).

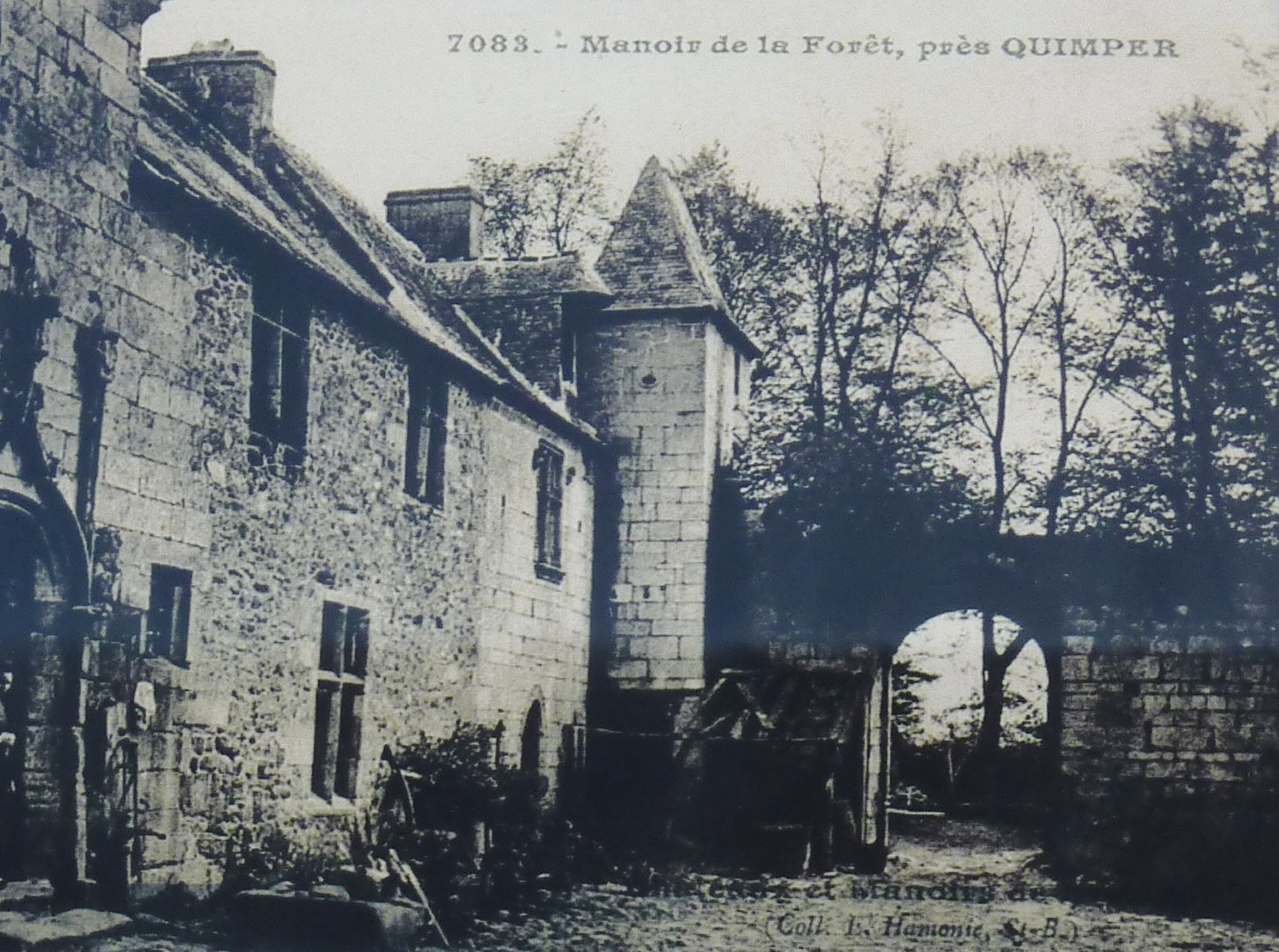
Le manoir de la Forêt à Kerfeunteun vers 1880 (carte postale, éditions Hamonic)

### L'Arbre de Jessé de Kerfeunteun

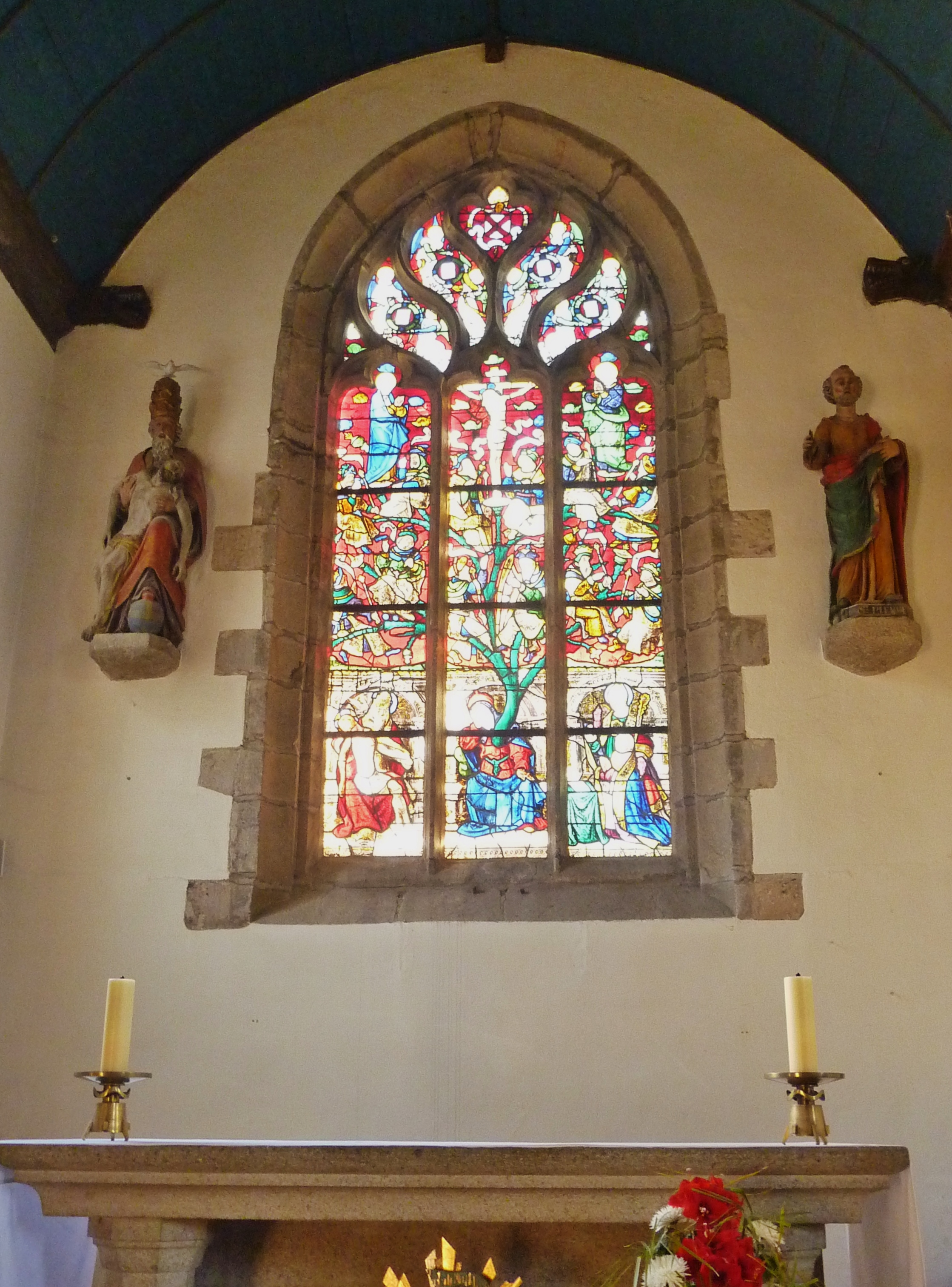
L'arbre de Jessé de Kerfeunteun en Quimper

Le vitrail de l'Arbre de Jessé date du XVIe siècle. Sa datatation a posé des problèmes et il y eut notamment différentes propositions. Après avoir dit que ce vitrail daté de 1575, René Couffon indique dans Répertoire des églises et chapelles du diocèse de Quimper et de Léon que c'est un "Vitrail du XVIe siècle". Tandis que Roger Barrié, dans sa thèse de doctorant sur le vitrail en Cornouaille au XVIe siècle, indique qu'il date de 1525-30 par un atelier de maîtres-verriers. Ce vitrail s'enregistre donc dans une période de prospérité doublé de la question du rattachement à la France. C'est notamment grâce à cette situation que l'on a pu voir apparaitre la dénomination de "siècle d'or du vitrail en Bretagne". 

#### Une signature
L'observation de ce vitrail offre l'hypothèse d'un atelier LE SODEC qui serait donc l'atelier ayant réaliser ce chef d’œuvre. 
"L’œuvre, de haute qualité, constitue un repère pour l'étude de l'atelier local Le Sodec car elle porte plusieurs signatures explicites de deux de ses membres, Olivier et Laurent." d'après Françoise Gatouillat et Michel Hérold, dans l'ouvrage Corpus Vitrearum. Les vitraux de Bretagne de 2005.
Ce vitrail souligne une virtuosité des auteurs de part l'usage de vitraux doublé, de vitraux gravé centré sur la harpe de David....

#### Un monument historique
Cet arbre de Jessé fut classé comme monument historique le 11 mars 1902. C'est ainsi qu'il fut restaurer en 1913. Ce qui est notamment tout à fait étonnant puisque le vitrail est lui-même monument historique avant la cathédrale qui sera classé comme tel pour incité à une restauration à la suite d'une tempête de 1911. 
"On refait les têtes de la Vierge, de saint Jean, du donateur, le corps du Christ, et l'on remplace quelques pièces des Rois, notamment des damassés ocre, un peu criards" par Roger Barrié dans sa thèse sur les vitraux de Cornouaille

#### Description du vitrail

##### Jeu des couleurs
Une forte impression nous est transmise lors de l'observation de ce vitrail en raison du jeu des couleurs. Il y a un emploi de couleurs vives : rouge, vert, bleu, jaune. 
Il y a tout de même des spécificités quant à l'emploi des couleurs comme le bleu qui est réservé à la Vierge Marie.

##### Une disposition avec une coupure
Il y a deux groupes distincts grâce à la présence d'un arbre en vert. En Bas, il  y a Jessé assoupi encadré du donateur et d'une Sainte-Trinité souffrante afin de rappeler le vocable de l'église. Le deuxième groupe se trouve en hauteur, donc au sommet de l'arbre avec le Christ en Croix entouré de la Vierge et de Saint Jean. 

##### Une place centrale de l'arbre
L'arbre sort du cœur de Jessé est structure ainsi l’œuvre pour s’élever vers le haut qui est couronné par une fleur blanche servant de support à la croix.

La verticalité des jambes du Crucifié est un prolongement de la branche centrale faisant ainsi office de transition entre la fleur et l'arbre.
"Rameau et fleur sont mis en relation ici avec la Croix, dans une décomposition qui joue sur le rapport paradoxal entre la mort et la vie" par l'Atelier de Recherche Sémiotique
Le Crucifié, sur sa Croix, est entouré de 5 angelots de couleurs différentes (bleu, blanc et 3 sont verts) montrant ainsi encore la technique du maître-verrier ayant ici recourt à l'incrustation en chef d’œuvre. 

##### Vierge Marie et Saint Jean
Ces personnages se trouvent autour du Crucifié. A gauche du Christ se trouve notamment la Vierge Marie qui est ici entouré de 5 angelot bleu ou jaune. La finesse de la représentation de Marie attire notre regard mais cela est amplifié par la présence de son manteau bleu et de sa robe jaune or. Tandis que Saint Jean porte un manteau émeraude sur une robe bleu foncé. Il est lui aussi entouré de 5 angelet (2 verts, 2 jaunes et 1bleu).

##### Les rois de l'Arbre de Jessé
Ils sont au nombre de 12 . Ils se trouvent en quinconce sur les branches de l'arbre vert. Les postures sont diverses et se détache du fond rouge uni avec des vêtements orner de différentes broderies. 

### Époque moderne
En 1759 la paroisse de Kerfeunteun [le nom est écrit Querfuntun] devait chaque année fournir 15 hommes pour servir de garde-côtes.

### Révolution française

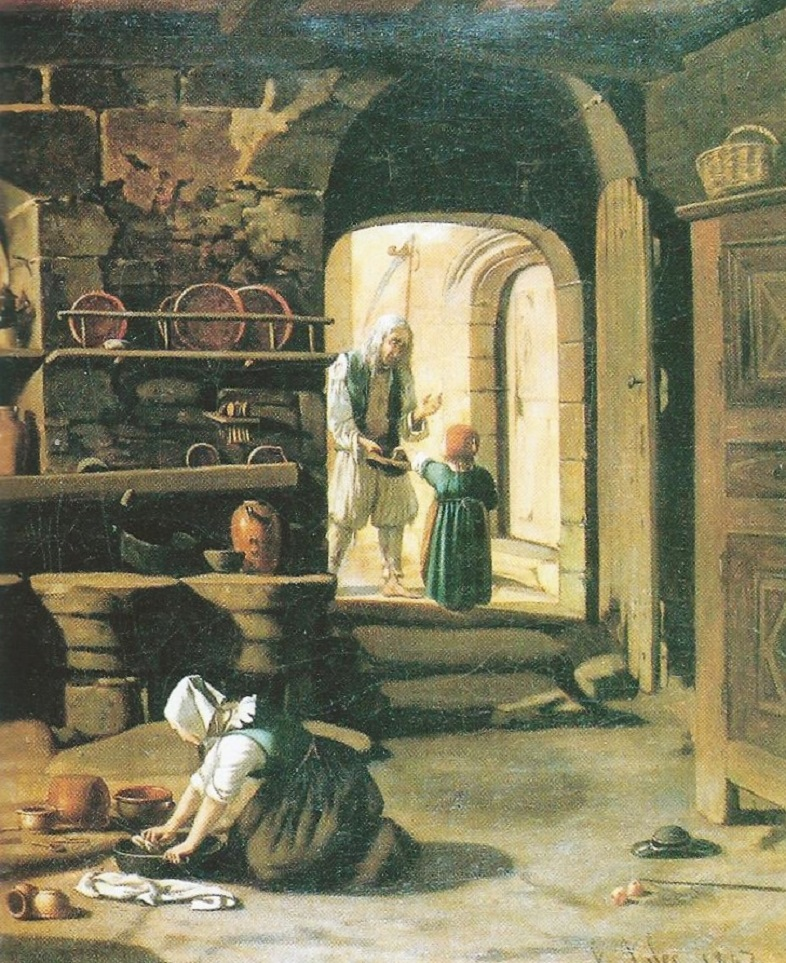
François Talec : L'Aumône (1847, huile sur toile, Musée des beaux-arts de Quimper). Cette œuvre montre un intérieur pauvre de Kerfeunteun en 1847

La paroisse de Kerfeuteun, qui comprenait alors 130 feux, élit deux délégués, Eloury et Jean-Baptiste Cariou, pour la représenter à l'assemblée du tiers-état de la sénéchaussée de Quimper au printemps 1789.

#### L'annexion de l'ancienne paroisse de Cuzon
La paroisse de Cœuzon [Cuzon], qui comprenait alors 200 feux, élit deux délégués, De Bois-Jaffray et Yves Le Guennau, pour la représenter à l'assemblée du tiers-état de la sénéchaussée de Quimper au printemps 1789.
En 1759 la paroisse de Cuzon [le nom est écrit Queuzon] devait chaque année fournir 10 hommes pour servir de garde-côtes.
En 1791, la paroisse devient commune et elle est augmentée de celle de Cuzon, située à l'Est et au-delà du ruisseau du Frout. Elle reste, pour sa plus grande partie, une dépendance rurale de Quimper.

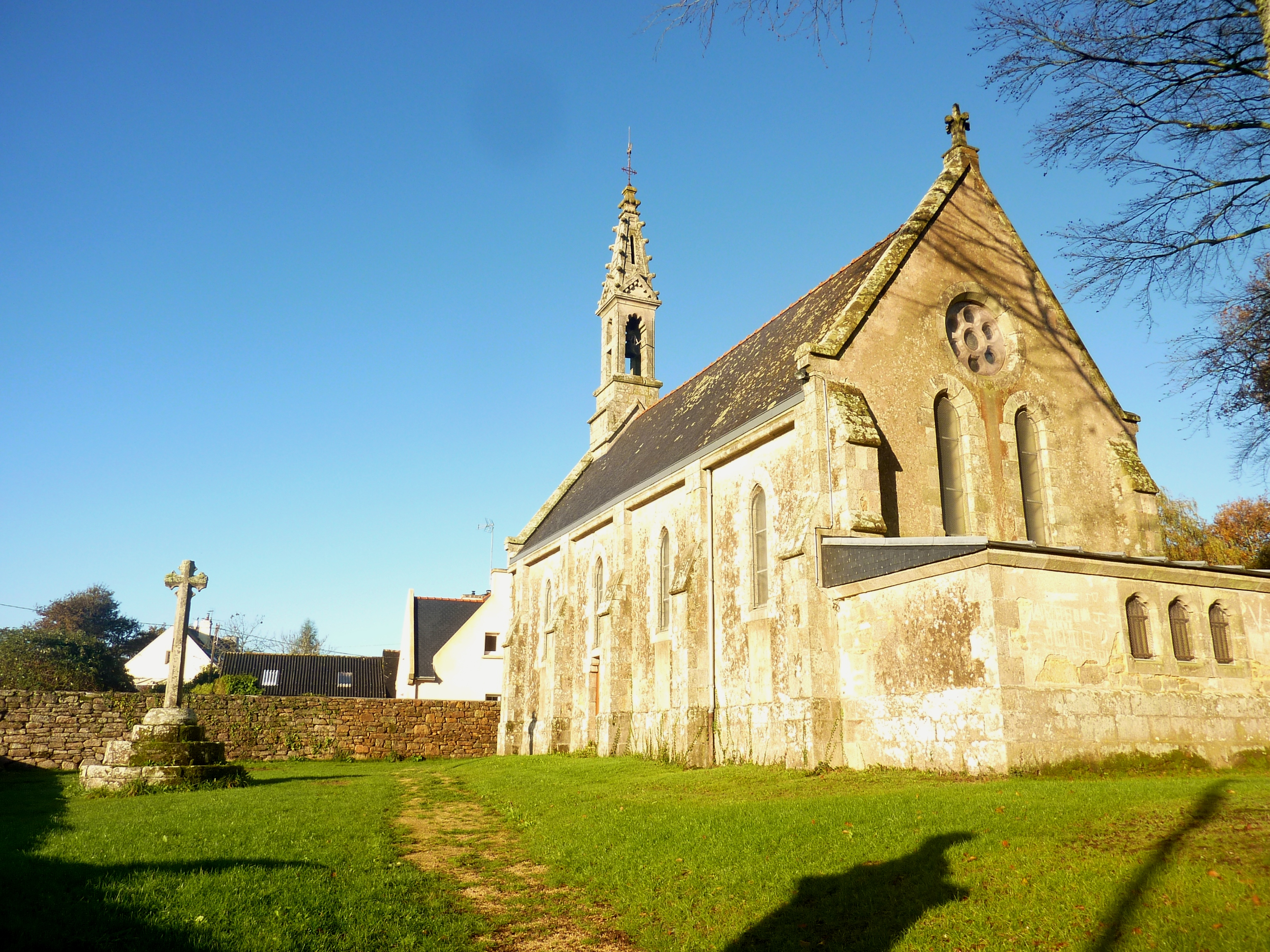
La chapelle et le calvaire de Cuzon
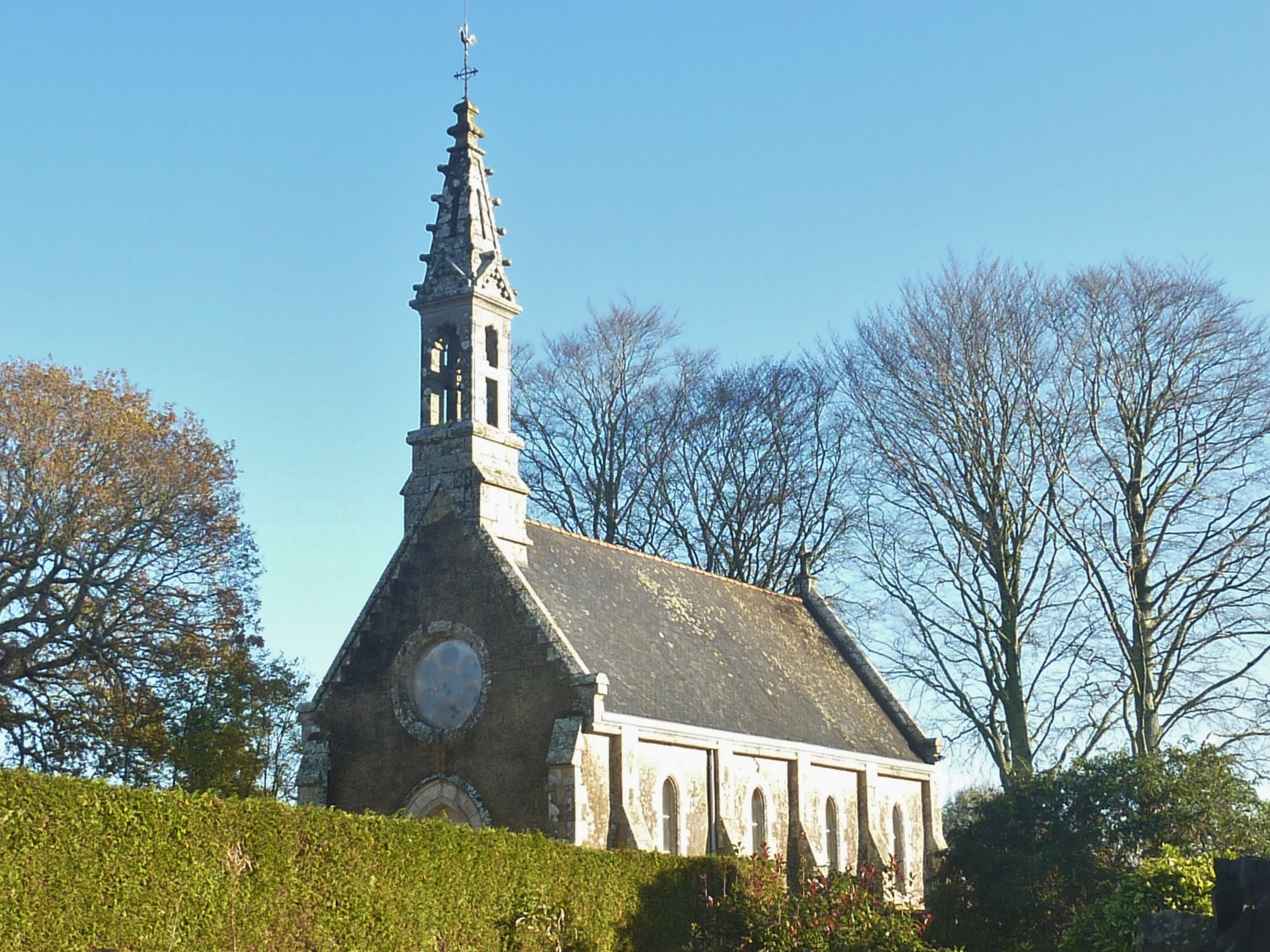
La chapelle de Cuzon
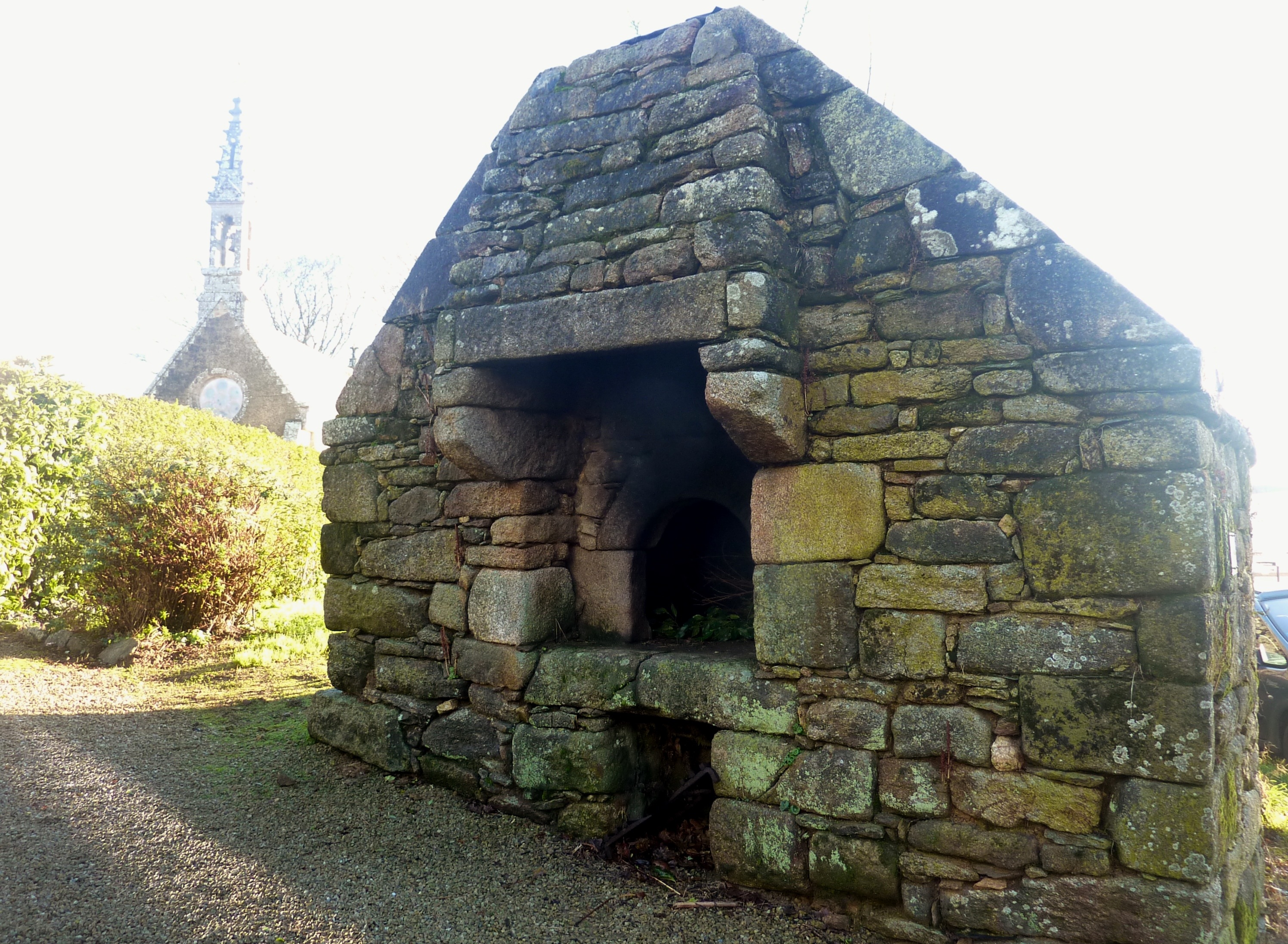
Ancien four à Cuzon

### LeXIXesiècle

#### La reconstruction de la chapelle de Menfouès
La chapelle de Menfouès fut reconstruite en 1801 avec les pierres de la chapelle Saint-Hervé détruite en expiation de l'assassinat le 19 novembre 1800 de Mgr Audrein, évêque de Quimper, à proximité de cette chapelle Saint-Hervé).

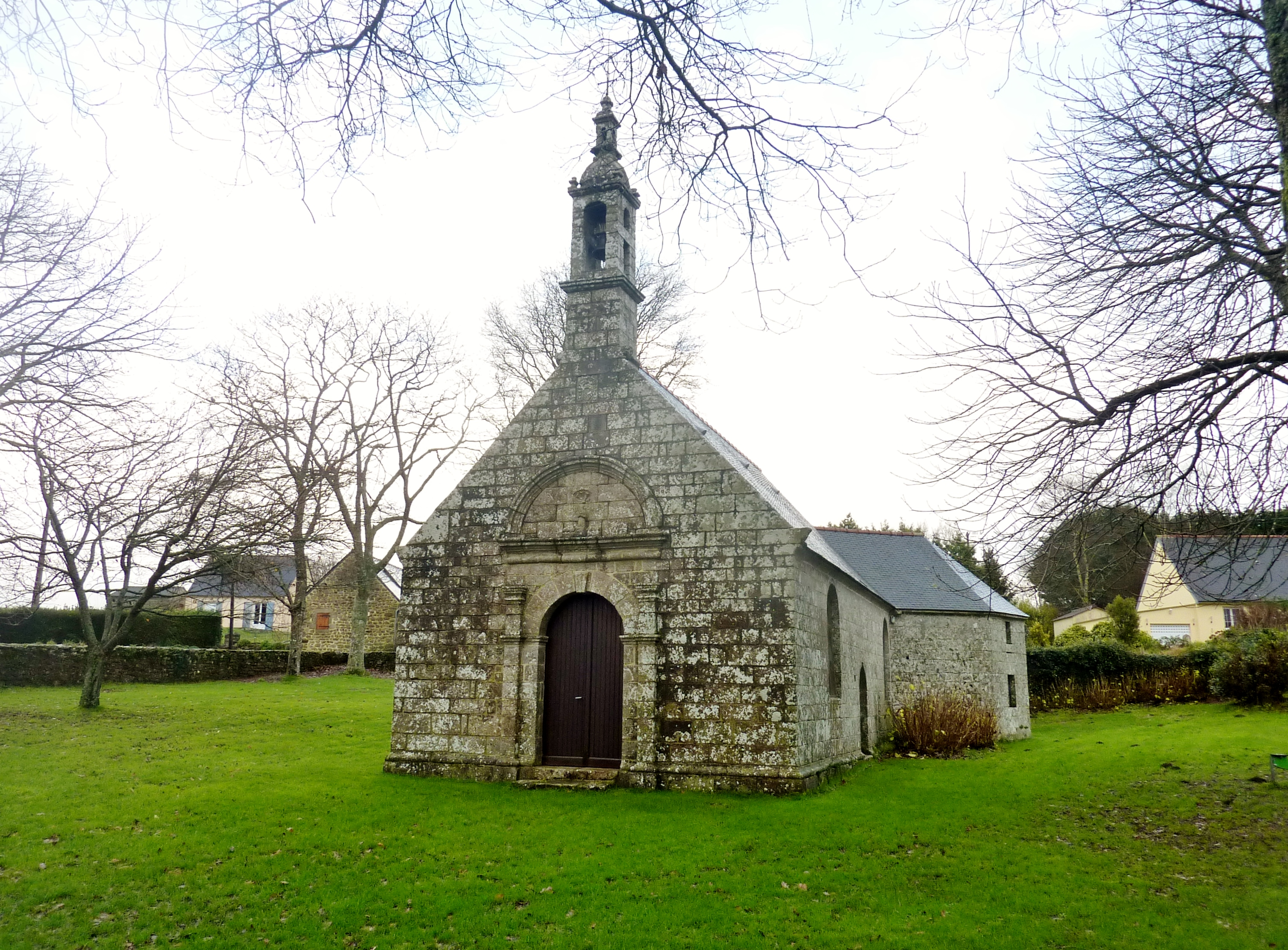
Kerfeunteun : la chapelle de Menfouès 1
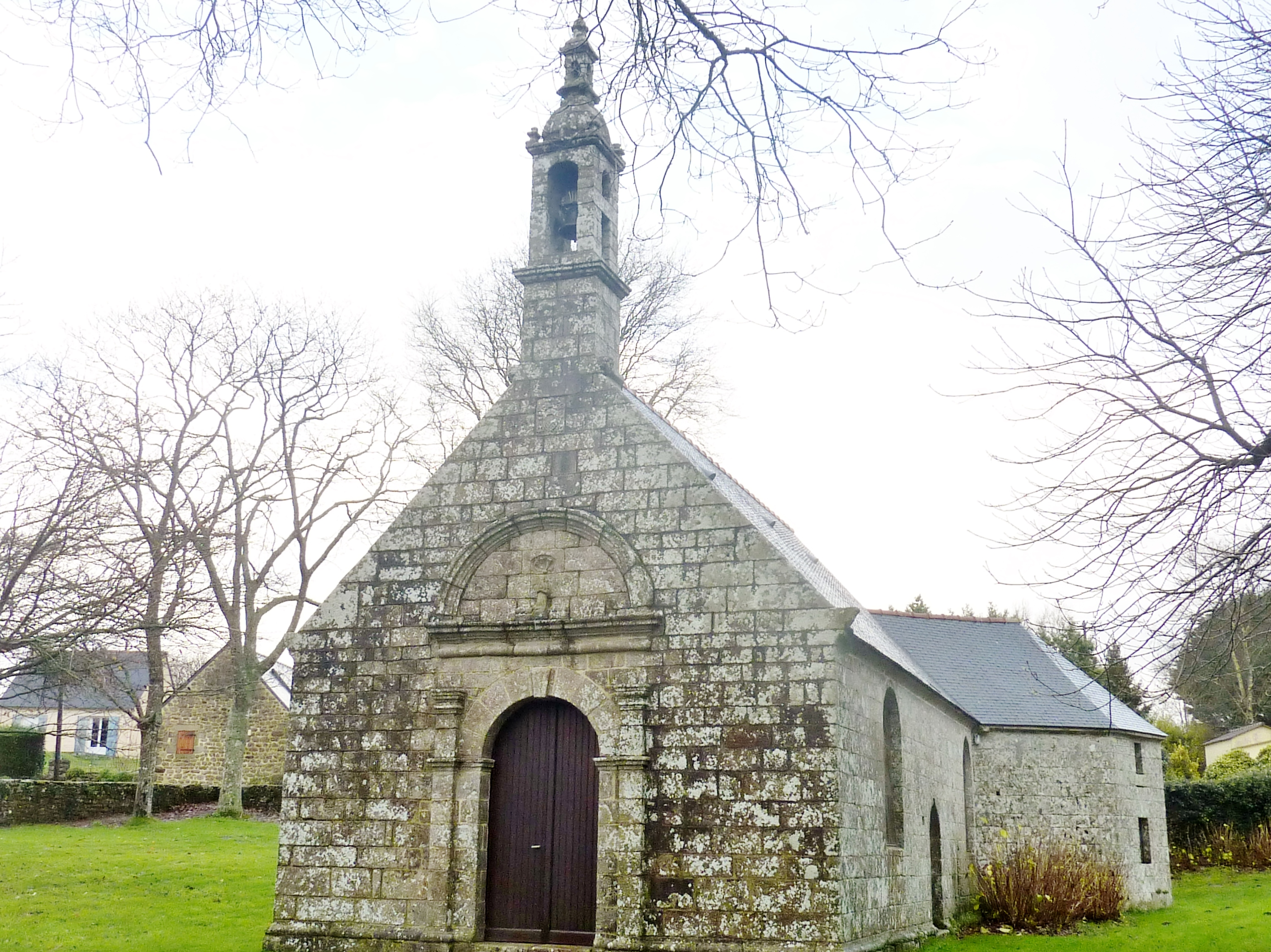
Kerfeunteun : la chapelle de Menfouès 2
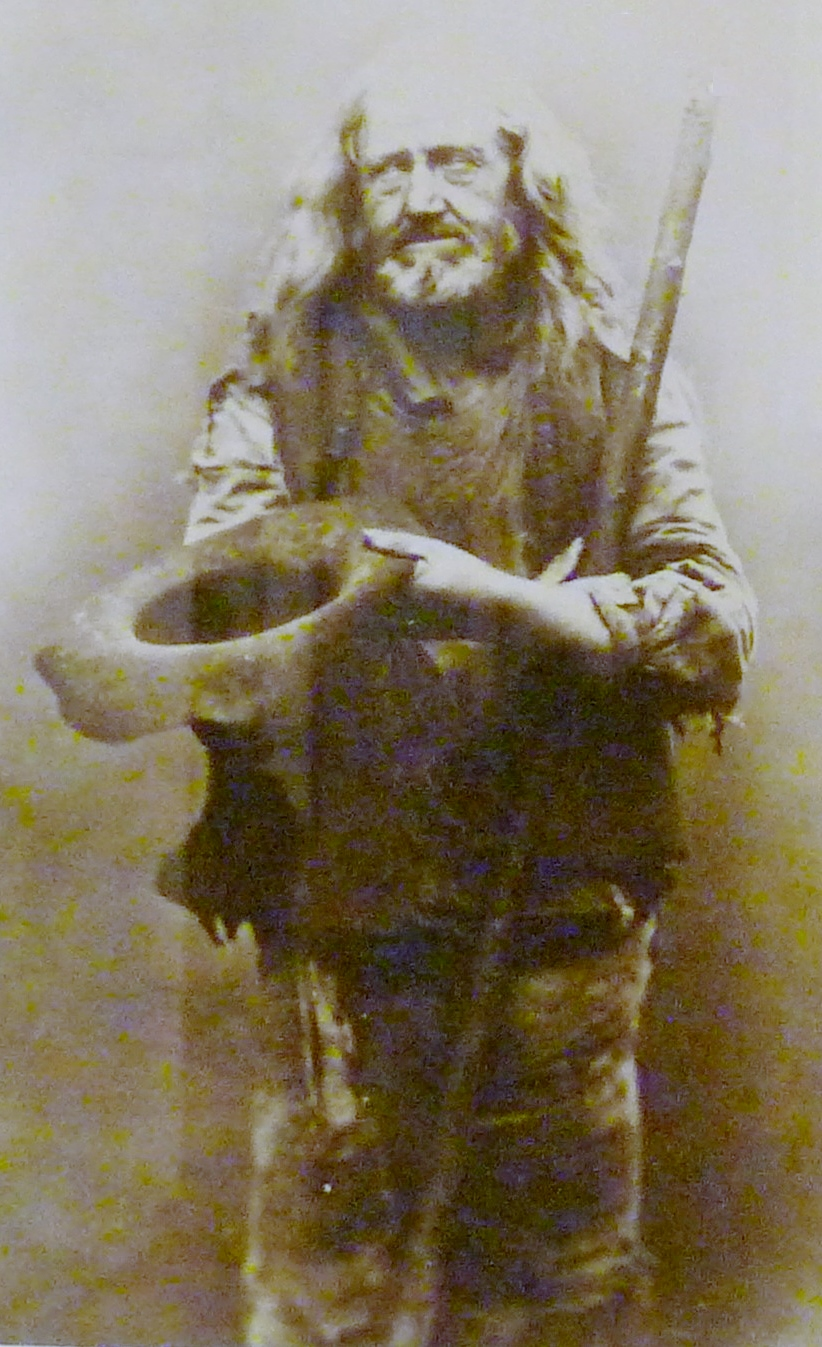
Mendiant de Kerfeunteun à la fin du XIXe siècle (photographie de Joseph Villard, musée départemental breton)

#### Jean-Marie Déguignet à Kerfeunteun
Jean-Marie Déguignet, mémorialiste paysan non-conformiste, est instruit comme valet de ferme dans la ferme avant-gardiste de Kermahonet et y apprend à lire. Dans le récit de sa vie, il se moque de l'ignorance du maire de Kerfeunteun qui émettait une hypothèse fantaisiste sur le fonctionnement du télégraphe électrique qui venait d'être installé depuis Brest.

En 1885 Louis Morin évoque lors d'un mariage « des femmes de Kerfeunteun et Plogonnec, chamarrées d'ornements, la coiffe pointue laissant transparaître des rubans rouges, et portant sur la poitrine des scapulaires où l'image de la Vierge disparaissait sous les bijouteries ».

### LeXXesiècle

#### La Belle Époque
Dans un rapport daté de décembre 1902, le préfet du Finistère indique qu'à Kerfeunteun « si la majeure partie des adultes ruraux ignorent notre langue, les enfants sont du moins à même d'apprendre le catéchisme en français ».
Le 9 janvier 1903, Péron, curé de Kerfeunteun, fait partie des 31 prêtres du diocèse de Quimper dont les traitements sont retenus par décision du gouvernement Combes « tant qu'ils ne feront pas emploi de la langue française dans leurs instructions et l'enseignement du catéchisme » car ils utilisaient le breton.

#### La Première Guerre mondiale

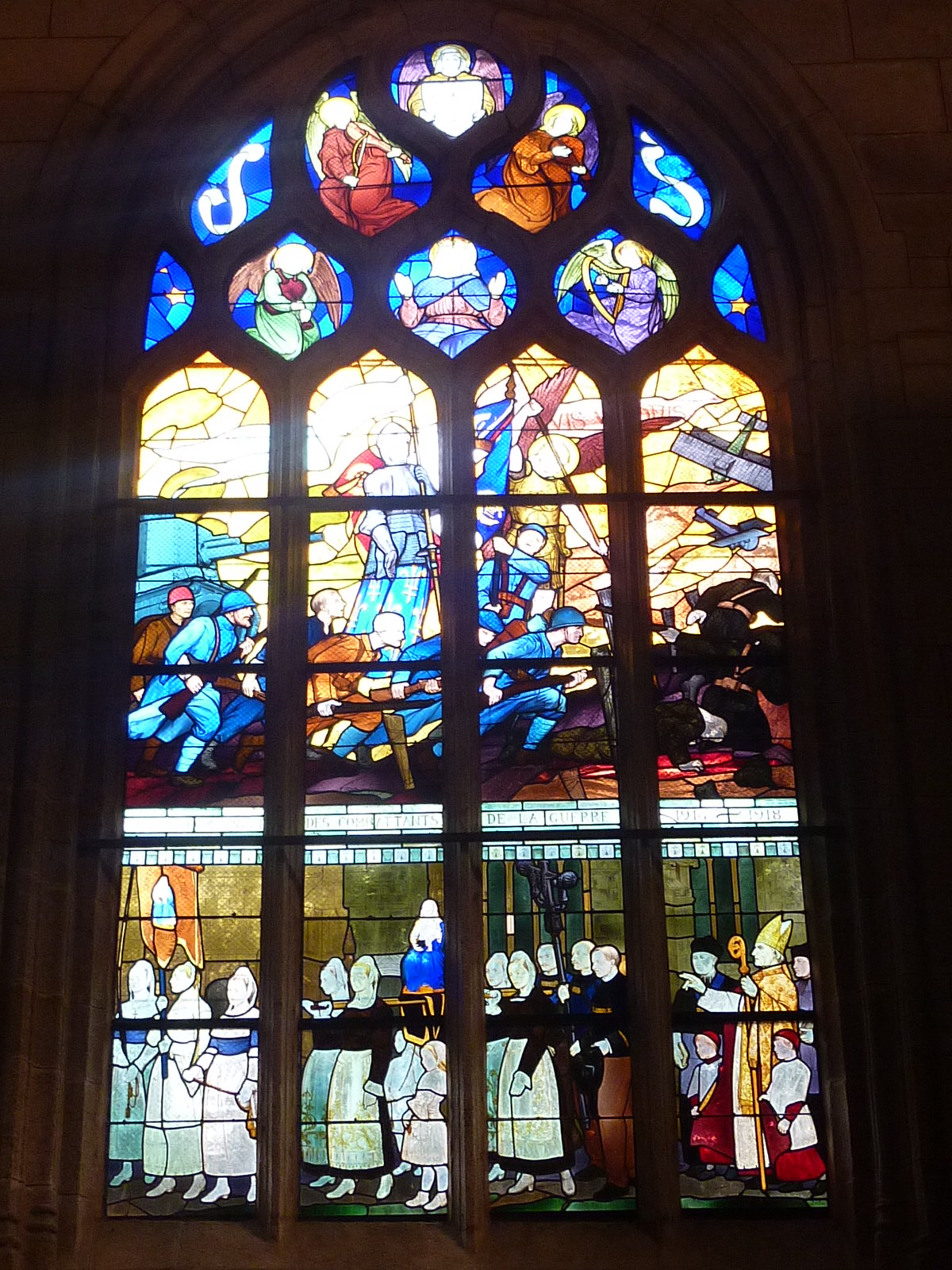
Chapelle de Ty Mamm Doué, vitrail représentant des combats de la Première guerre mondiale et, en bas, un pardon à Ty Mamm Doué vers 1920

Le monument aux morts de Kerfeunteun, édifié en 1920 par l'architecte Charles Chaussepied (la sculpture, qui représente un Breton et une Bretonne en prière, est d'Hortense Tanvet), porte les noms de 130 soldats morts pour la France pendant la Première Guerre mondiale. Les noms de dix autres personnes sont indiqués sur ce même monument sans aucune indication de date et de lieu de décès.

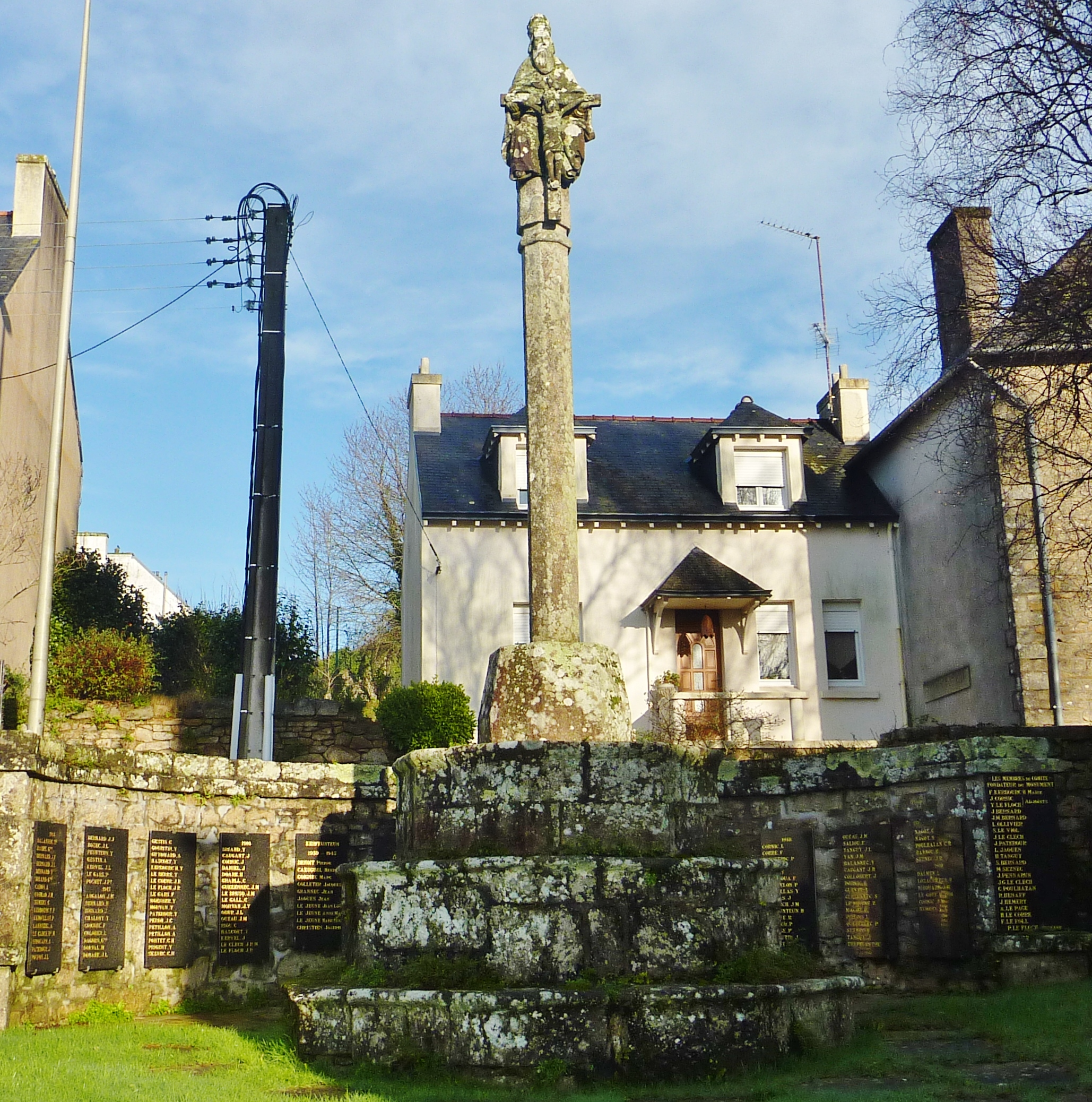
Le calvaire du placître de l'église de la Trinité et le monument aux morts

Un soldat originaire de Kerfeunteun, François Hénaff, soldat du 64e régiment d'infanterie, fit partie des soldats fusillés pour l'exemple le 5 juin 1916 à Sainte-Menehould (Marne), accusé de « rébellion ».

#### L'Entre-deux-guerres
Le grand séminaire de Quimper s'installe en 1932 à Kerfeuteun dans un bâtiment construit par l'architecte Charles Chaussepied.

#### La Seconde guerre mondiale
Le monument aux morts de Kerfeunteun porte les noms de 34 personnes mortes pour la France pendant la Seconde Guerre mondiale.

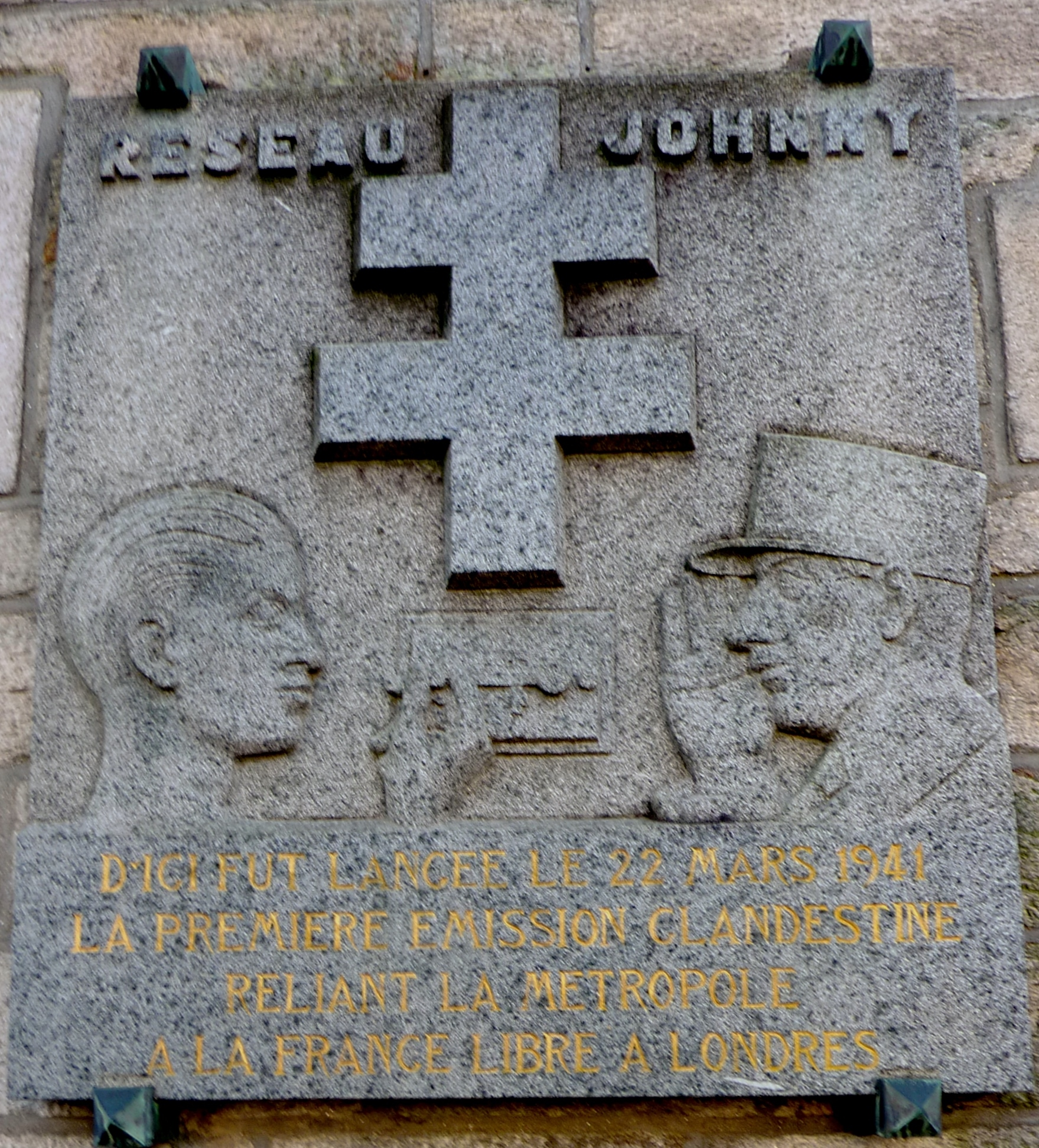
Plaque commémorative de la première émission de radio clandestine émise par le réseau Johnny à destination de Londres
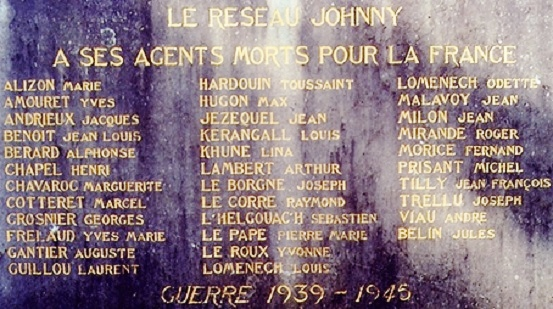
Plaque commémorative portant les noms des membres du réseau Johnny morts pour la France, située sur un mur près de l'église de la Trinité à Kerfeunteun

#### L'urbanisation et l'incorporation au "Grand Quimper"

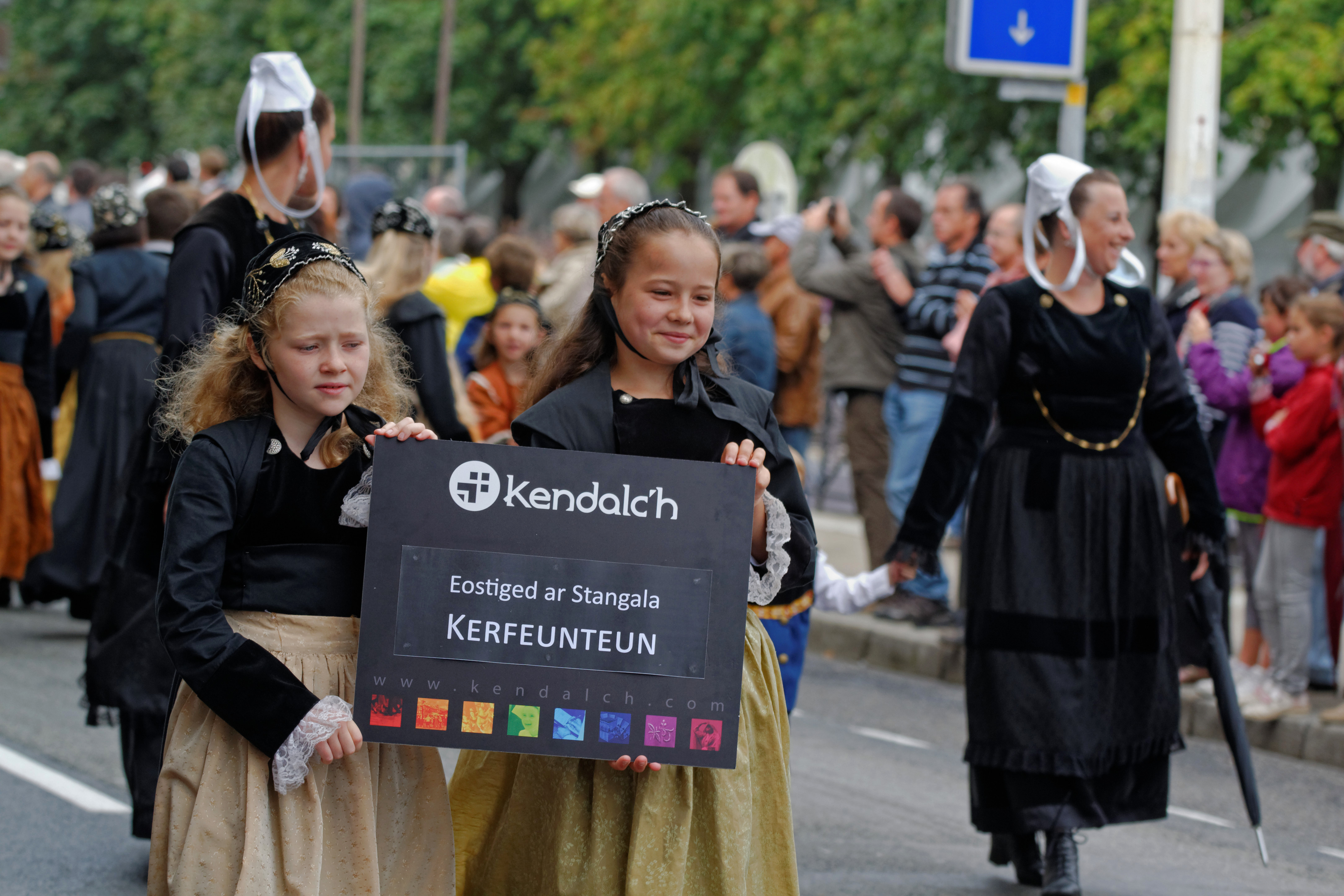
Cercle Eostiged ar Stangala au festival de Cornouaille 2013

Au XXe siècle, la commune se peuple du trop-plein de Quimper, dont le territoire est exigu et de plus en plus d'équipements liés à la ville doivent y être installés. C'est ce qui conduit à la fusion dans le Grand Quimper en 1960 avec la ville centre, Ergué-Armel et Penhars.

Kerfeunteun entre alors dans une phase d'urbanisation intense avec la construction de milliers de maisons individuelles sur le revers du plateau incliné vers Quimper. Elle accueille le grand Stade de Penvillers en 1969, puis la zone commerciale de Gourvily en 1989 qui est la porte Nord de Quimper en bordure de la voie express vers Brest et Lorient.
Le cercle celtique (école et ballet de danse bretonne) Eostiged ar Stangala (Les Rossignols du Stangala), créé en 1947, est l'un des meilleurs de Bretagne, plusieurs fois couronné champion. Le Stangala est la profonde gorge boisée creusée par l'Odet et qui fait limite avec Ergué-Gabéric à l'Est.

L'avenue de la France libre où eut lieu en 1942 la première émission de radio clandestine (dans le grenier de l'ancienne poste au coin de la rue d'Estienne d'Orves) est un axe commerçant nord-sud de plus en plus important entre le centre-ville de Quimper et le rond-point de la Croix des Gardiens qui commande tous les accès Nord. 

### LeXXIesiècle

#### La transformation du centre de Kerfeunteun
La rénovation de l'ancien grand séminaire, transformé en environ deux cent quarante appartements et bureaux et le transfert de la mairie annexe dans l'ancien manoir de Missilien, totalement transformé, ont remodelé le centre du quartier. La chapelle de l'ancien grand séminaire, désaffectée pour le culte, a été transformée en lieu d'expositions et de concerts. Les 17 000 habitants de 2004 sont devenus environ 20 000 en 2016 du fait de l'extension de l'urbanisation en bordure de la nouvelle rocade Nord-Ouest.

### Monuments et sites

#### L'église de la Trinité
L'église de la Trinité, construite de 1520 à 1595 en style gothique tardif et agrandie en 1953, est encore jouxtée par le cimetière et la fontaine. On y voit un vitrail de 1550, L'Arbre de Jessé. Le petit clocher de pignon reflète la modestie des ressources d'une paroisse restée longtemps rurale.

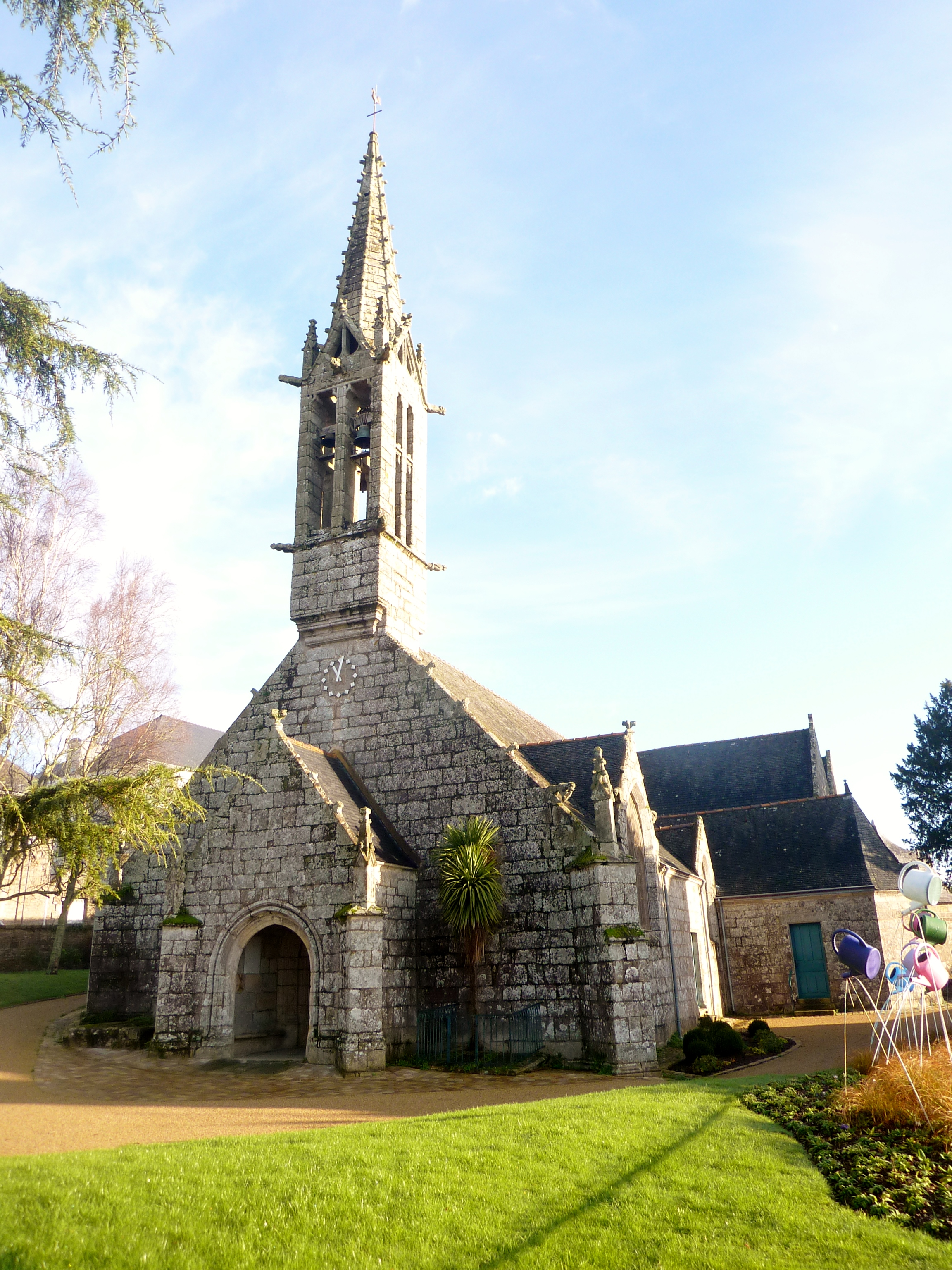
Quimper (Kerfeunteun) : l'église paroissiale de la Trinité
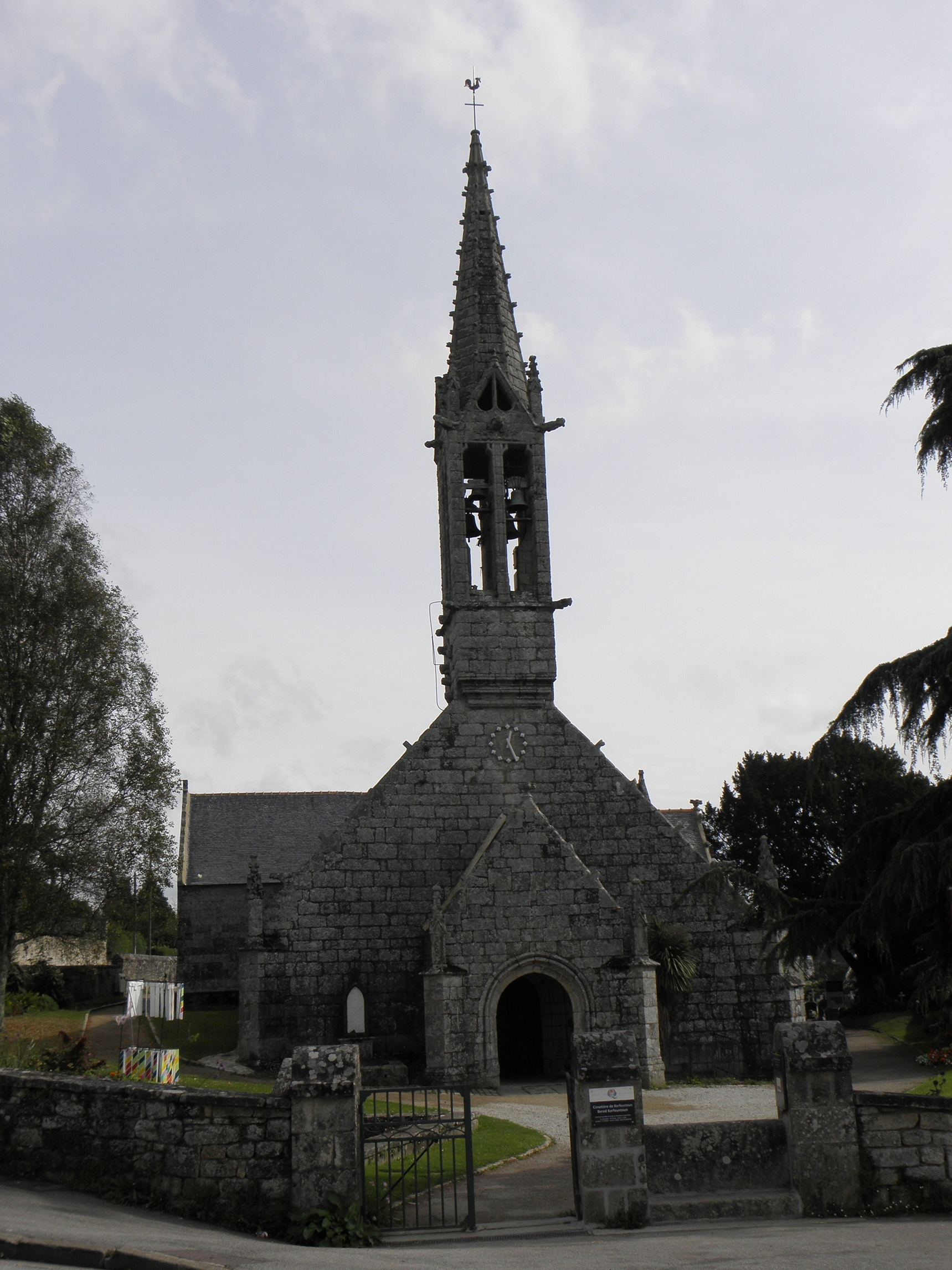
Quimper (Kerfeunteun) : l'église de la Trinité, la façade
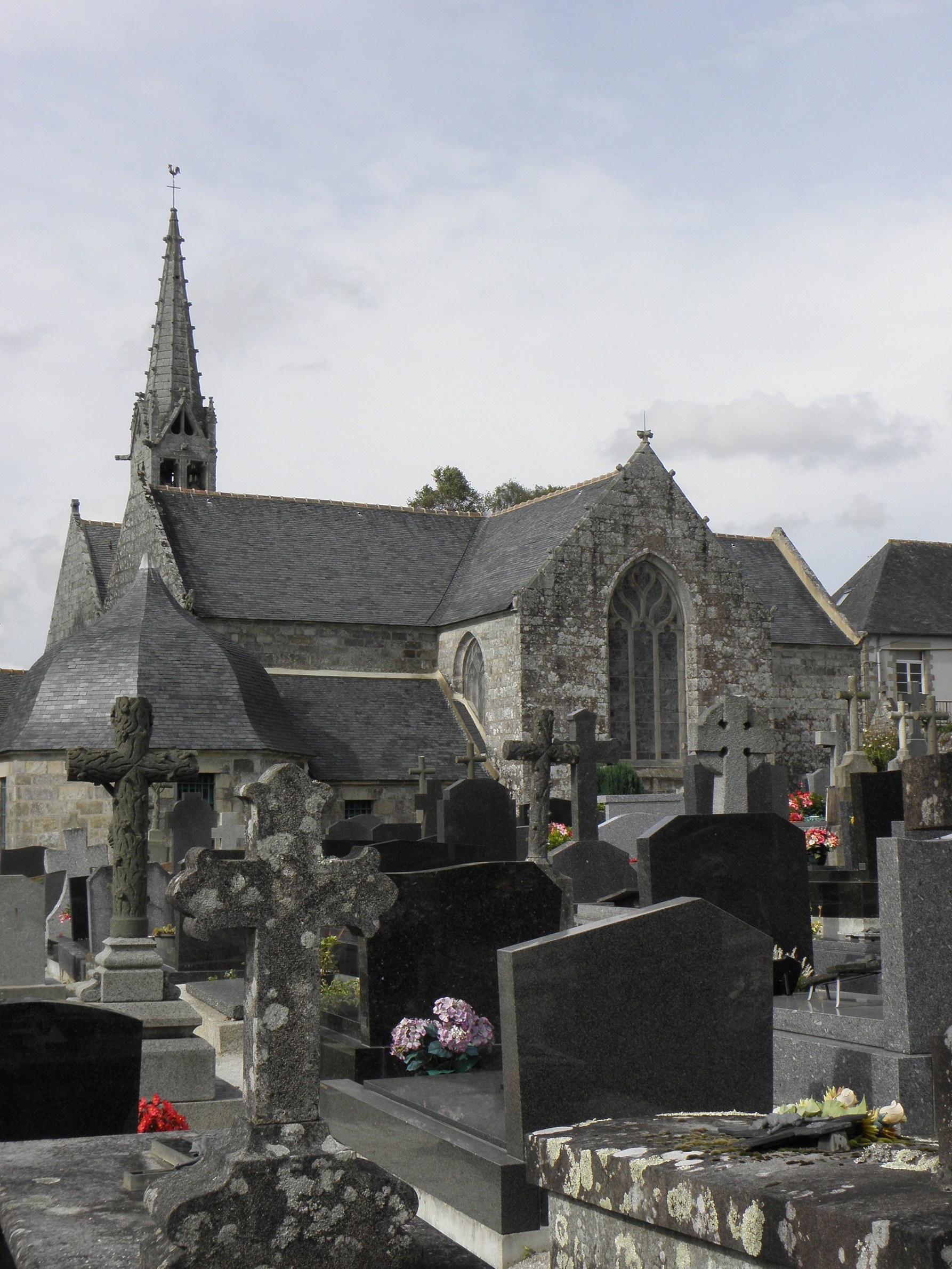
L'église de la Trinité à Kerfeunteun : le chevet
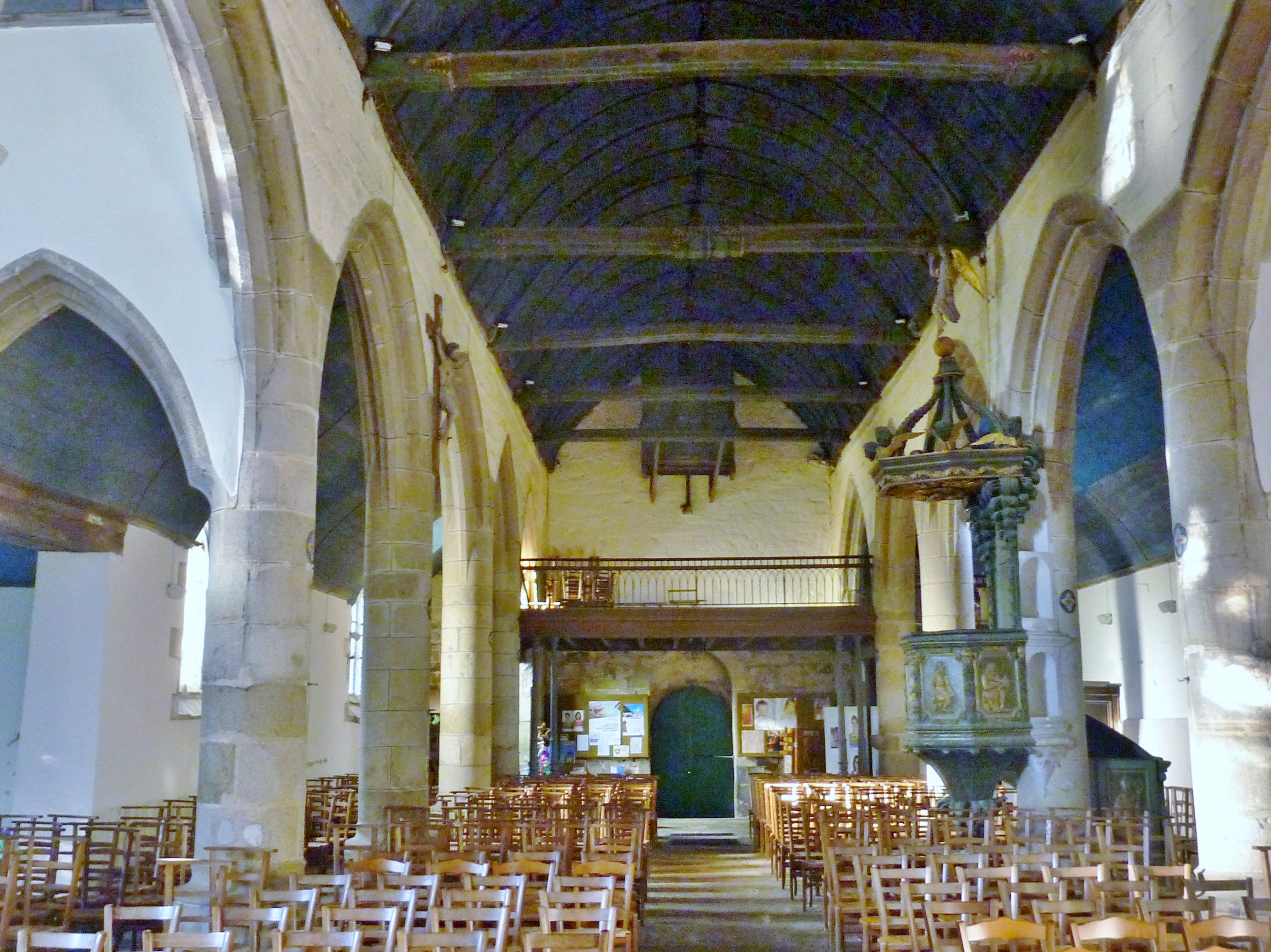
Quimper (Kerfeunteun) : église de la Trinité, vue intérieure d'ensemble
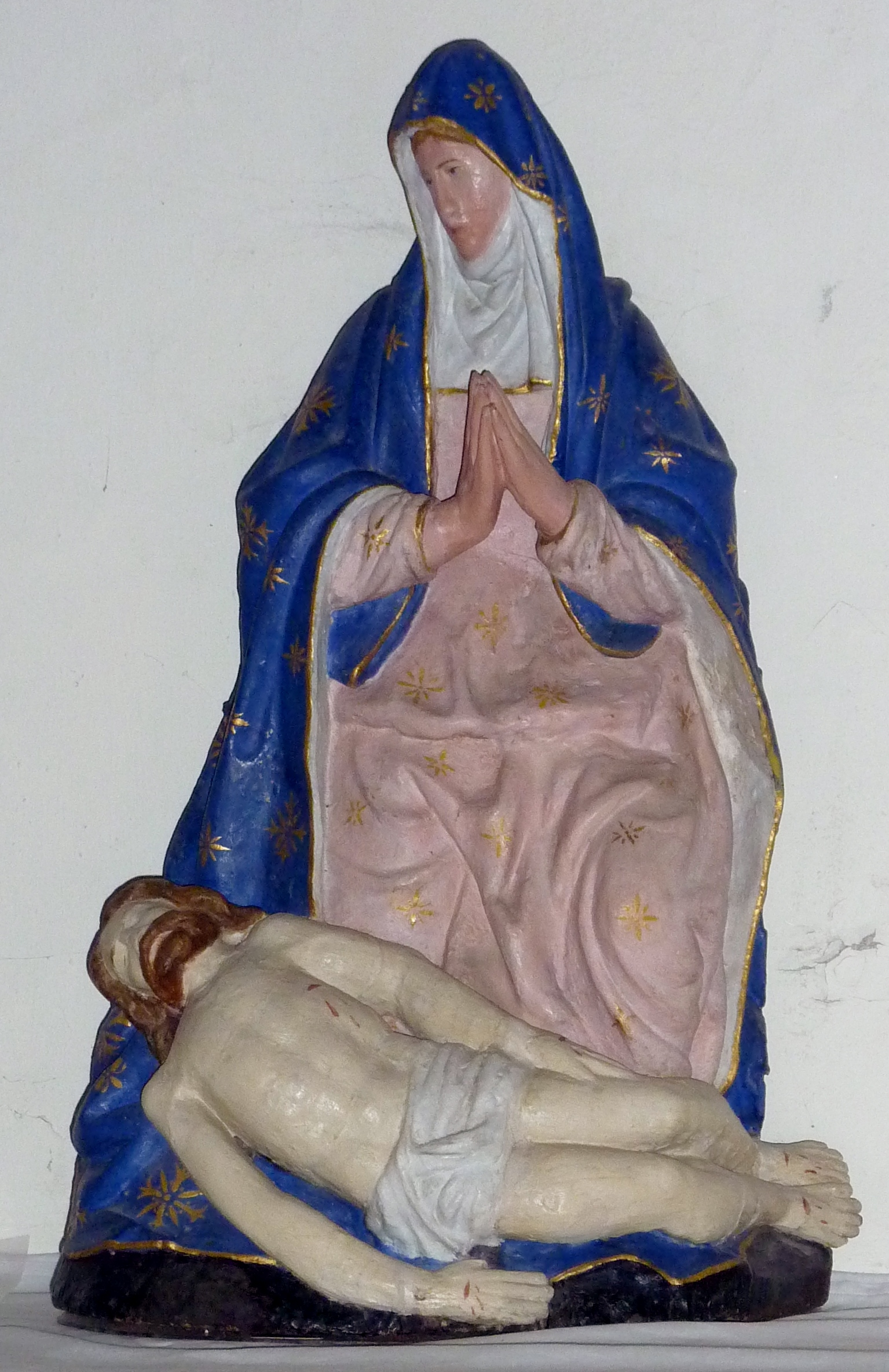
Quimper (Kerfeunteun) : église de la Trinité, piétà
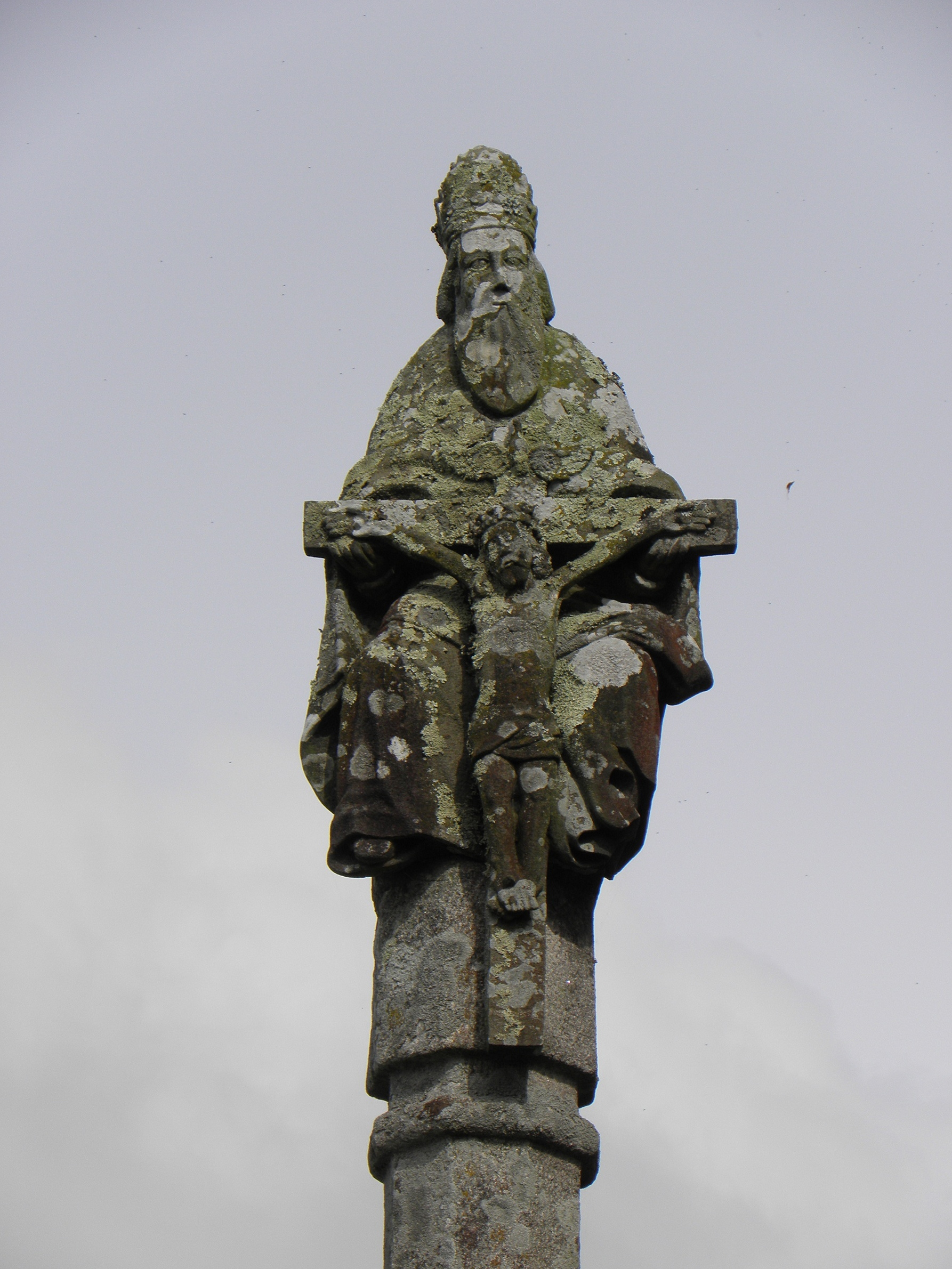
Quimper (Kerfeunteun) : le calvaire du placître de l'église de la Trinité, partie sommitale
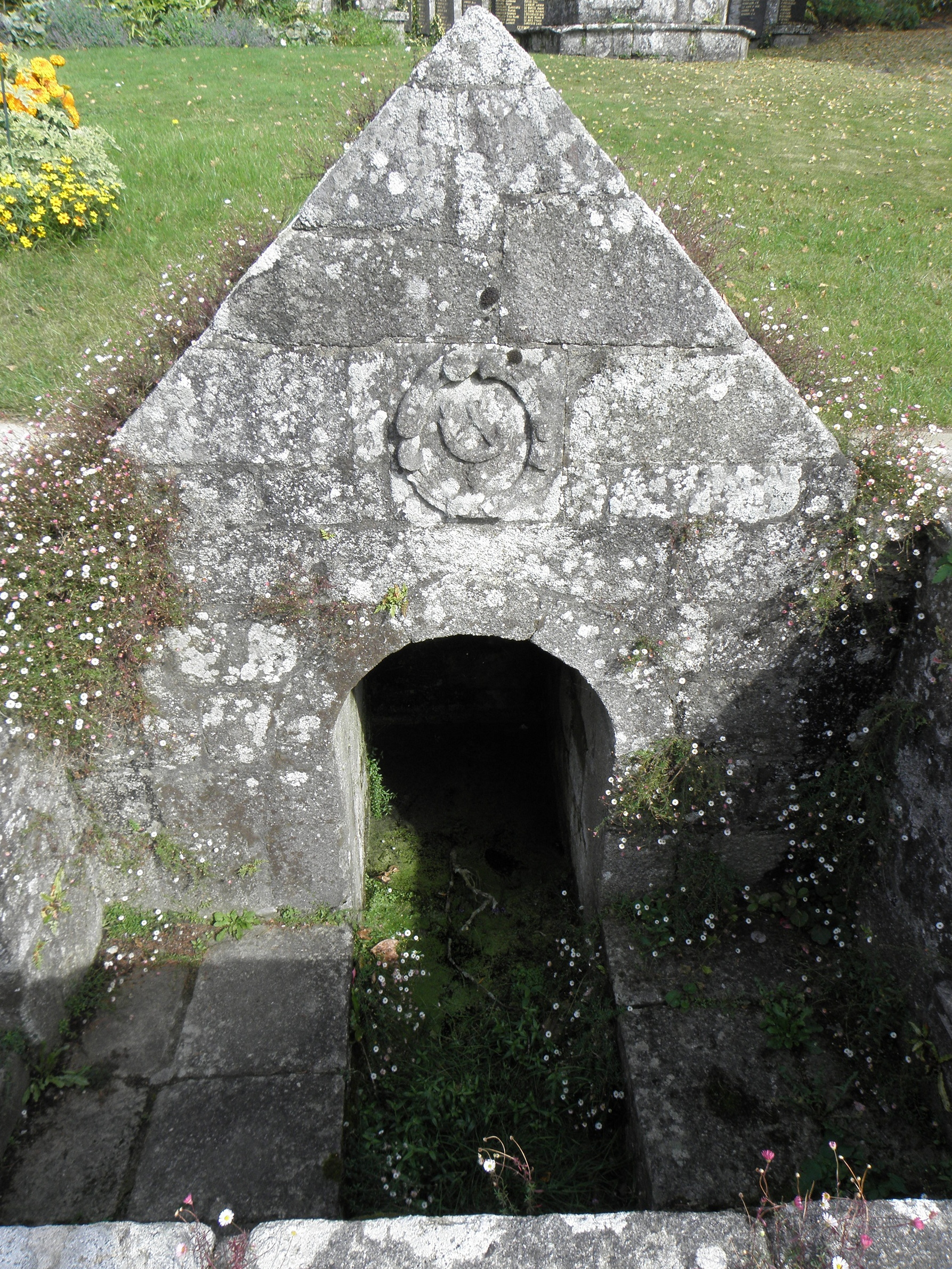
Quimper (Kerfeunteun) : la fontaine de dévotion de l'église de la Trinité
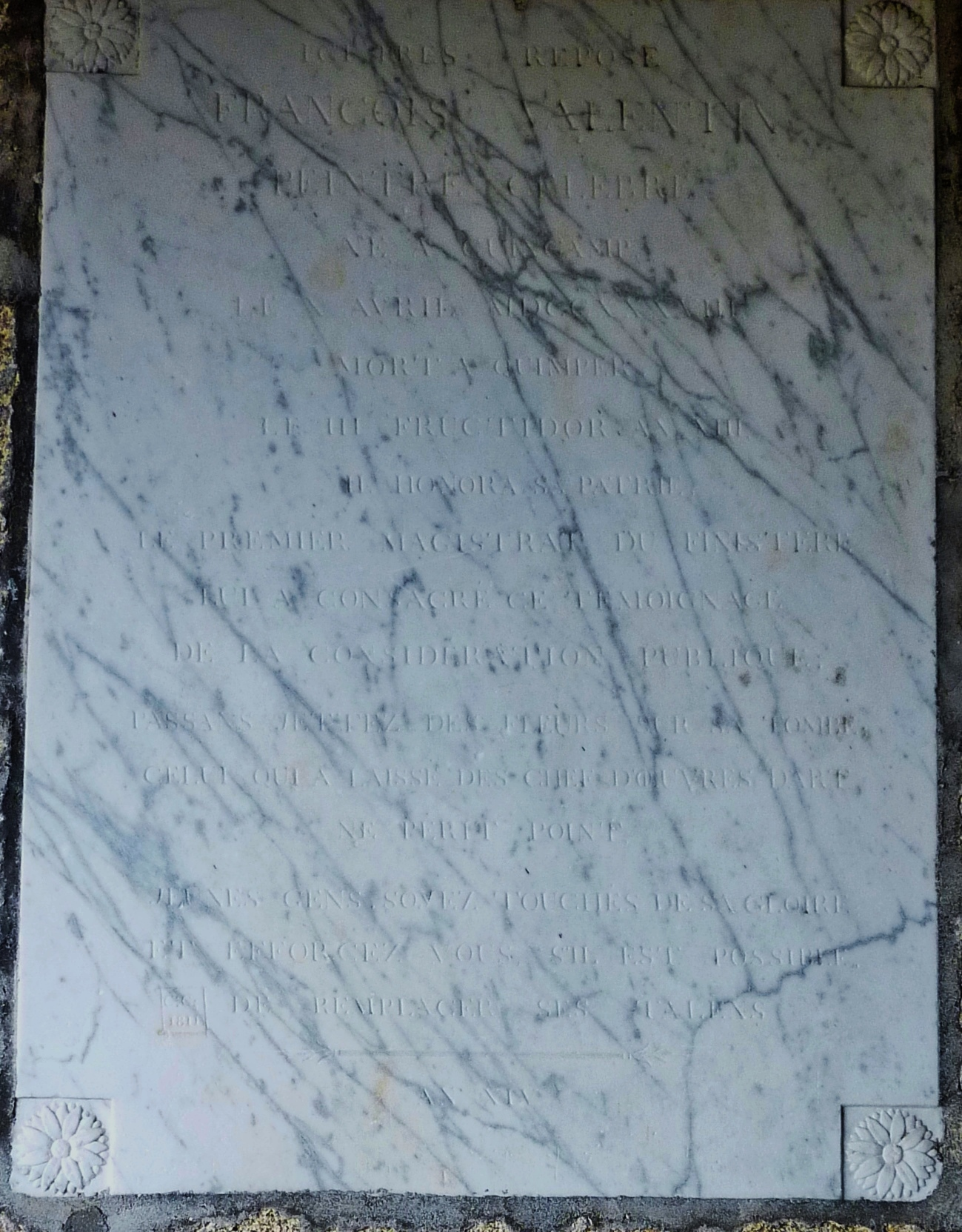
Épitaphe à la mémoire du peintre François Valentin qui se trouve dans le porche de l'église

#### La chapelle deTy Mamm Doué
Au Nord-Ouest, près de la route de Plogonnec, se trouve la chapelle de Ty Mamm Doué (Maison de la Mère de Dieu) édifiée vers 1540 en style gothique tardif. Selon la tradition, le jésuite Julien Maunoir y aurait reçu le don de parler breton, langue qui lui était indispensable pour son travail de prêtre. Une des célébrations, liée à la chapelle et toujours pratiquée, est le « pardon muet », une procession silencieuse, le jeudi saint, depuis le bourg de Kerfeunteun.

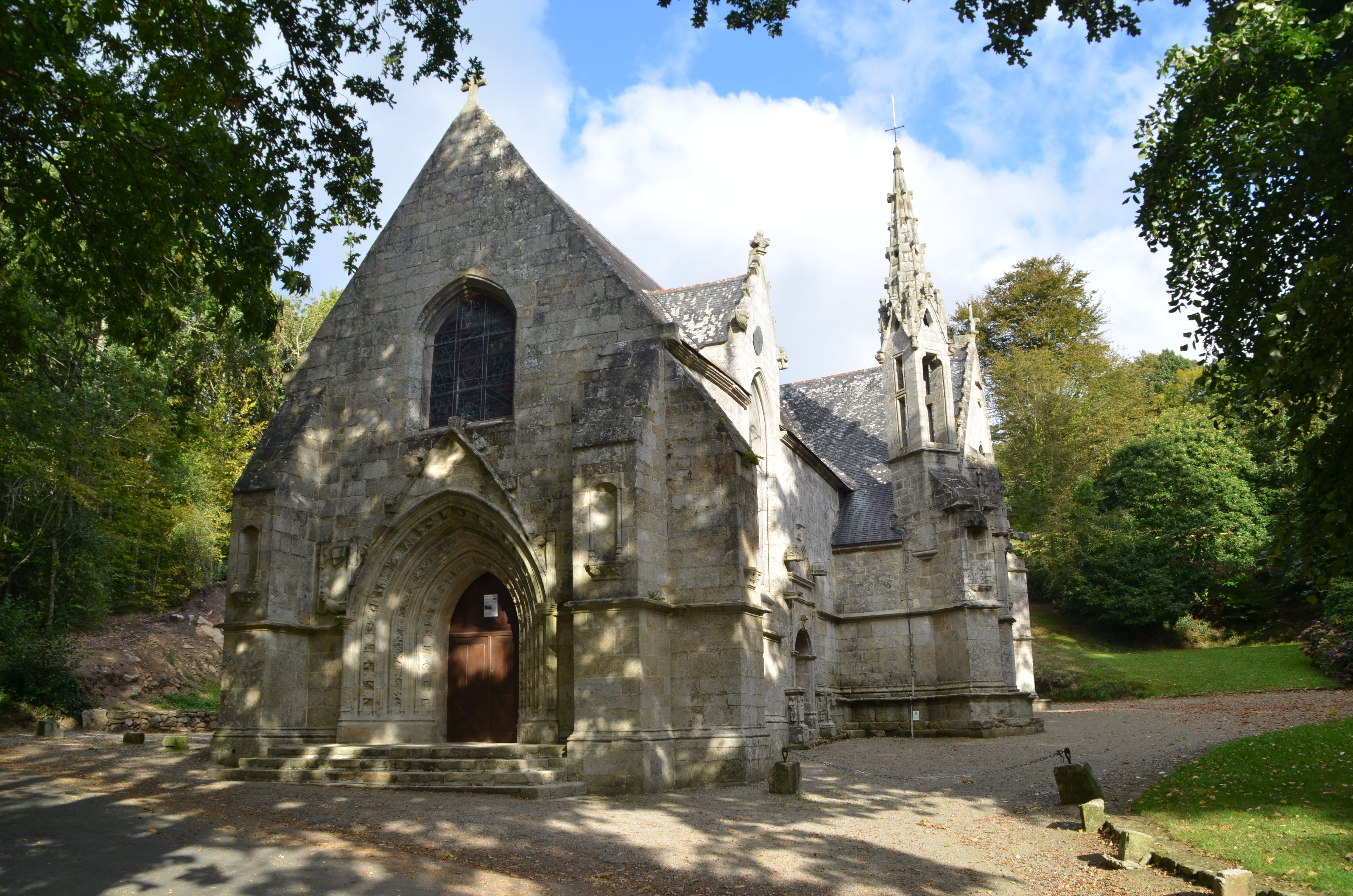
Quimper : la chapelle de Ty Mamm Doué, vue extérieure d'ensemble
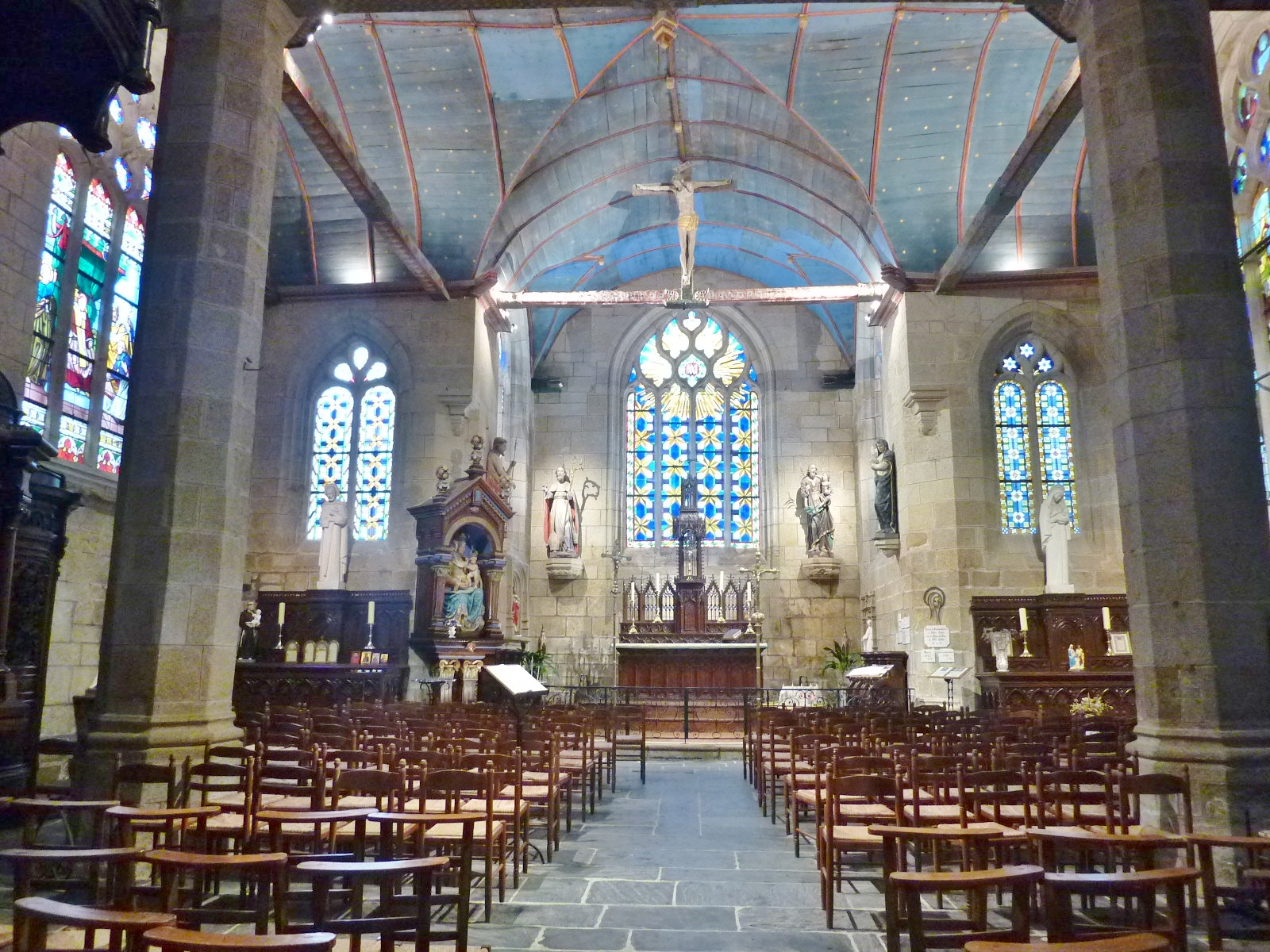
Quimper : la chapelle de Ty Mamm Doué, vue intérieure d'ensemble

#### La chapelle de Menfouest (Menfouès)
La chapelle de Menfouest, dédiée à Notre-Dame, est située sur la route allant de Quimper à Pont-Quéau ; elle daterait du milieu du XVIIIe siècle. La chapelle de Menfouès fut reconstruite en 1801 avec les pierres de la chapelle Saint-Hervé détruite en expiation de l'assassinat de l'évêque Audrein près de cette chapelle disparue le 19 novembre 1800 (28 brumaire an IX).

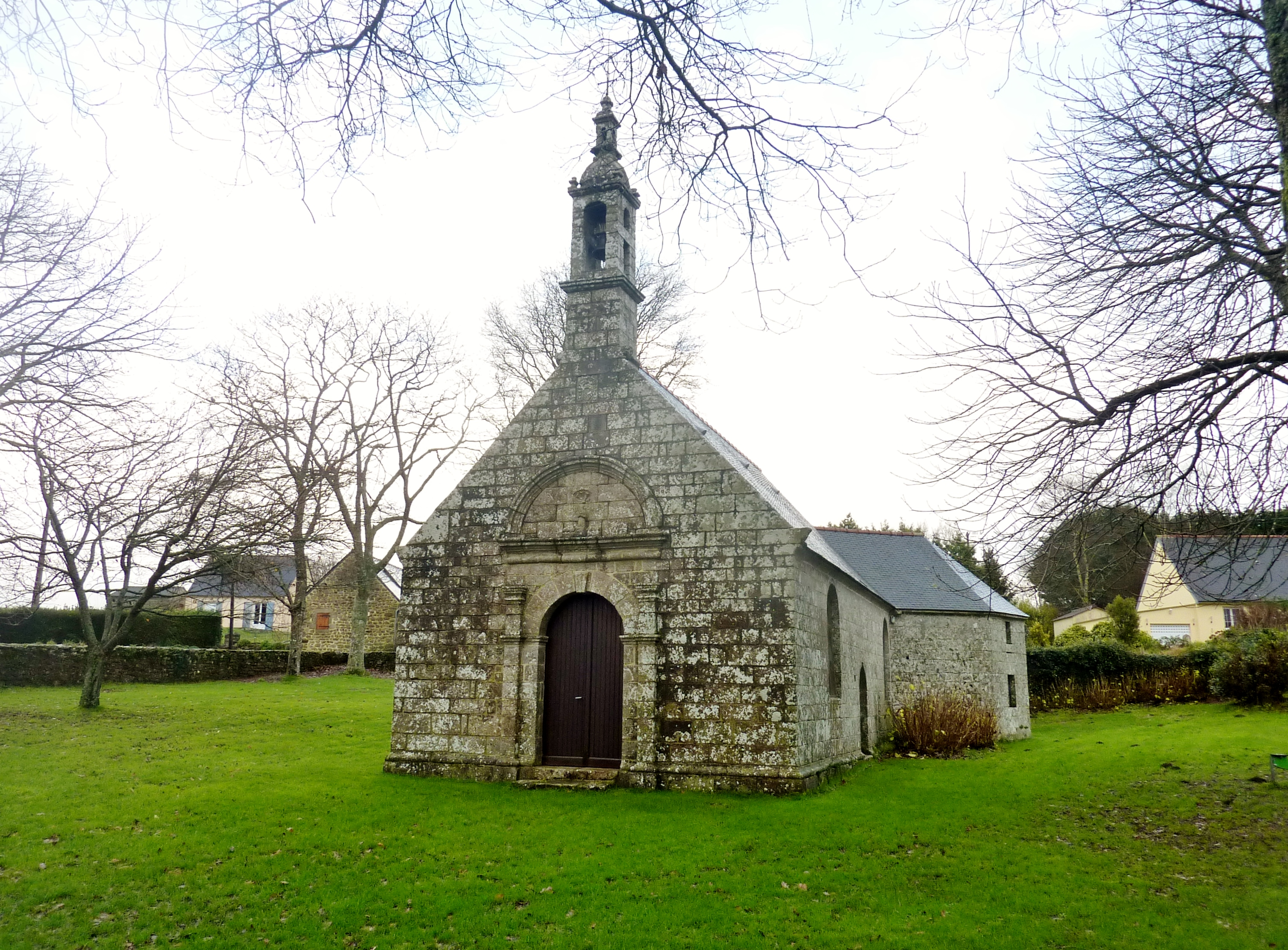
Kerfeunteun : la chapelle de Menfouest 1
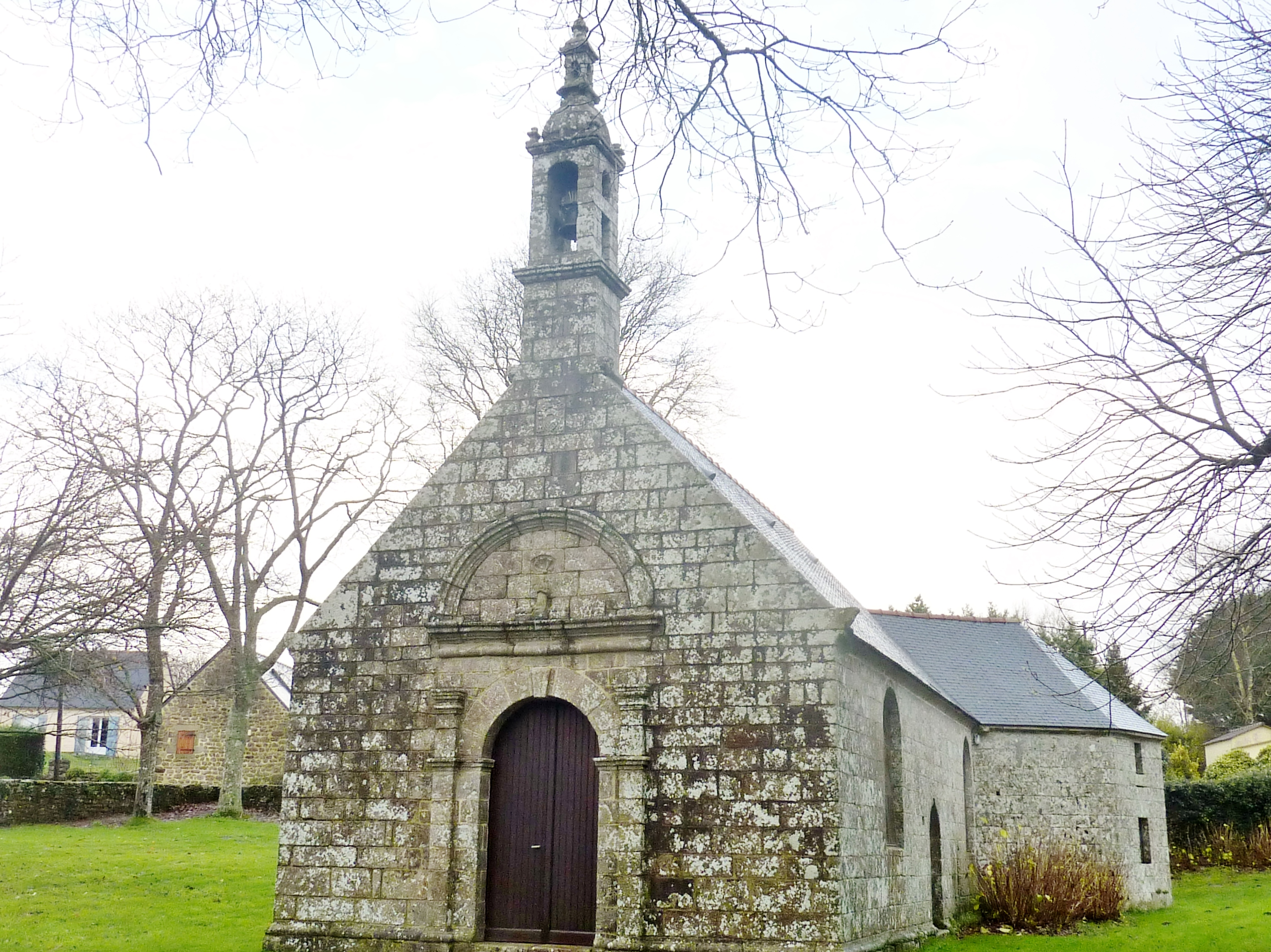
Kerfeunteun : la chapelle de Menfouest 2
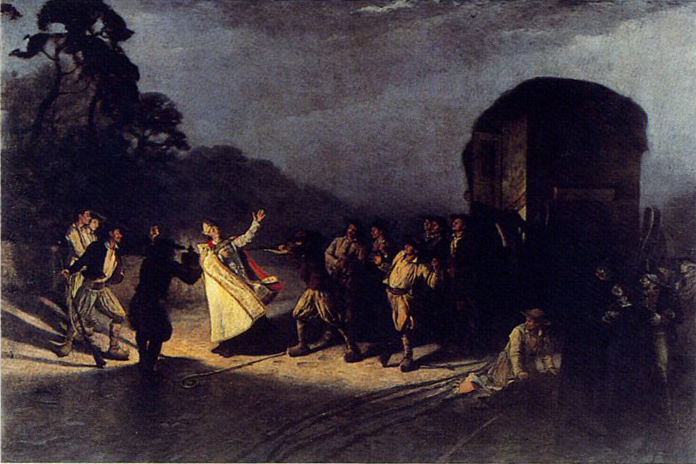
Hippolyte Berteaux : L'assassinat de l'évêque Audrein

#### Les autres chapelles
- La chapelle de l'ancien grand séminaire, construite à la fin du XVIIe siècle et au début du XVIIIe siècle ; devenue la chapelle du grand séminaire de Quimper-Kerfeunteun.

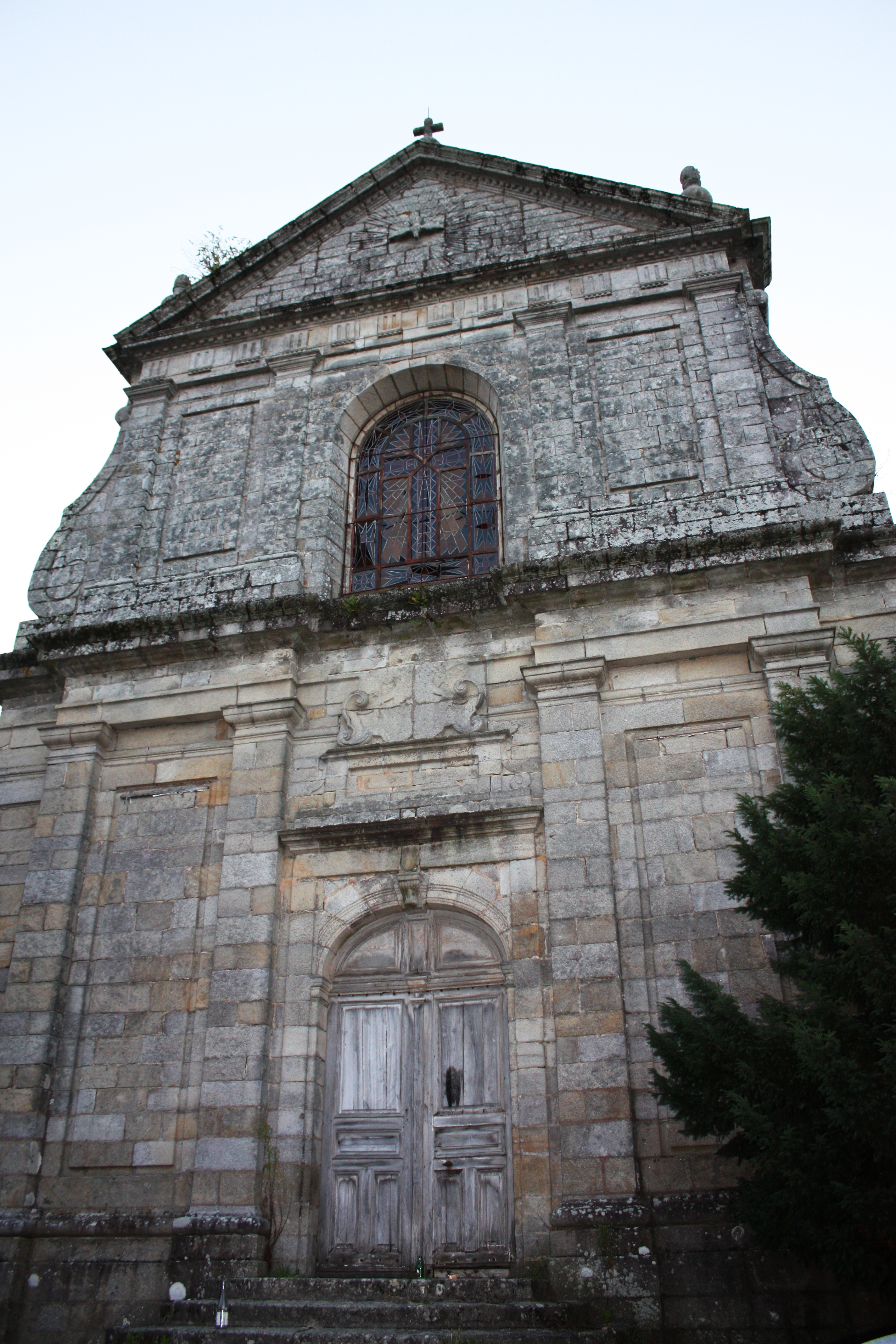
La façade de la chapelle de l'ancien grand séminaire

- La chapelle de Kernilis, dédiée à Notre-Dame-du- Mont-Carmel, date du XVIe siècle et a été construite par les seigneurs de Brieux[21]

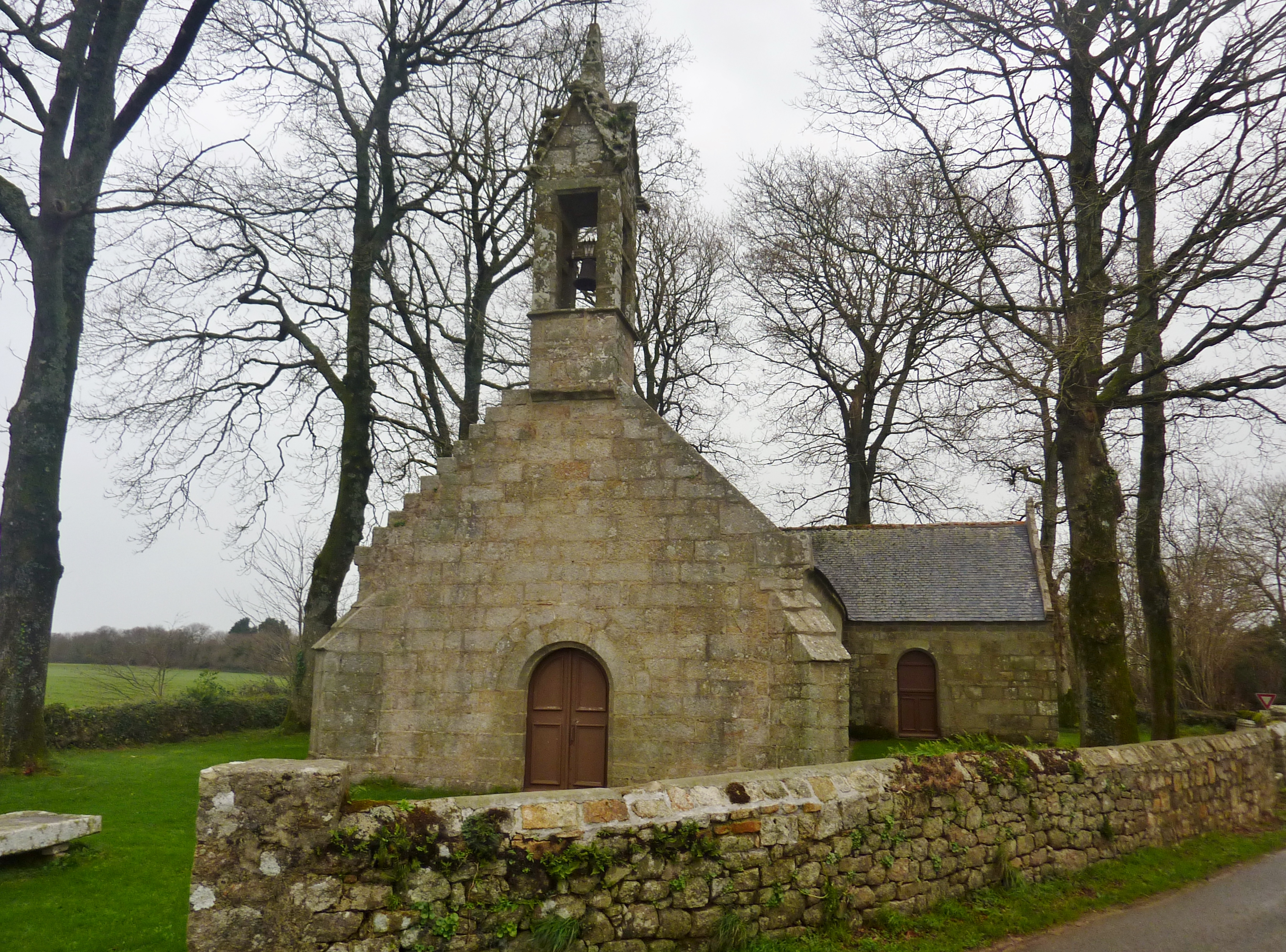
La chapelle de Kernilis 1
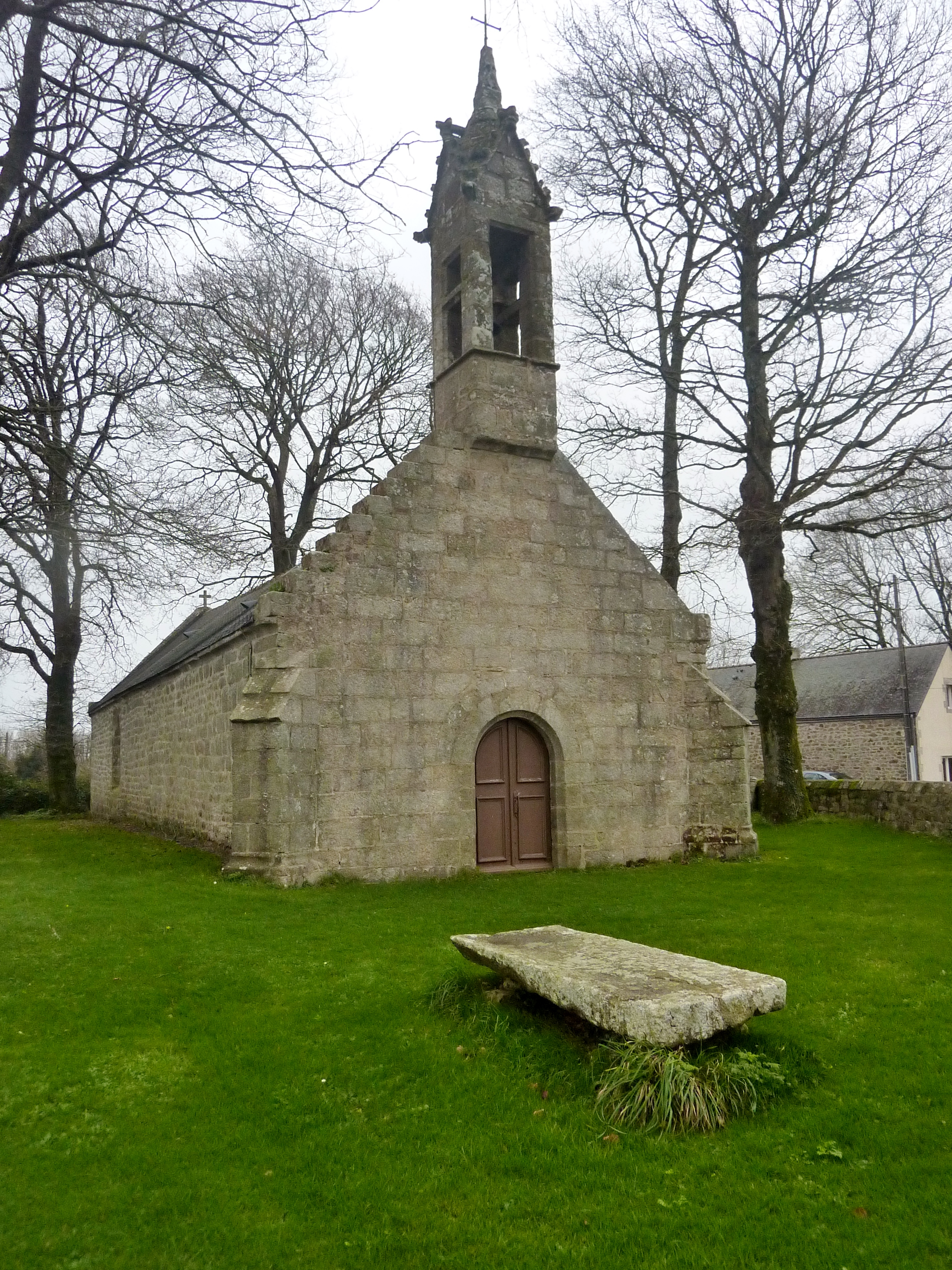
La chapelle de Kernilis 2

#### Autres monuments et sites
- Le manoir de Trequeffelec et son chêne séculaire[22].

## Administration

### Liste des maires
| Période        | Période       | Identité               | Étiquette | Qualité |
| -------------- | ------------- | ---------------------- | --------- | --- |
| 2020           | 2026          | Bernard Jasserand      | PCF       | |
| 1794           | 1801          | Dornic                 |           | |
| 1801           | 1806          | Augustin Le Quéinnec   |           | |
| 1806           | 1808          | Pierre Le Ster         |           | |
| 1808           | 1817          | Chylarion Keratry      |           | |
| 1817           | 1831          | Jean Corentin Danion   |           | Cultivateur. |
| 1831           | 1832          | Jean Pierre Morvan     |           | |
| 1832           | 1835          | François Le Lay        |           | |
| 1835           | 1842          | Yves Seznec            |           | Cultivateur. |
| 1843           | 1846          | Jean de La Forest      |           | |
| 1846           | 1848          | François Le Lay        |           | |
| 1848           | 1868          | Jean Corentin Danion   |           | Propriétaire cultivateur. Fils de Jean Corentin Danion, maire (1817-1831).                                                                    |
| 1870           | 1874          | Jean Cornic            |           | |
| 1874           | 1880          | Clément François Olive |           | Professeur d'agriculture. |
| 1881           | 1891          | Guillaume Danion       |           | |
| 1891           | 1899          | Ernest De L'Écluse     |           | Propriétaire du manoir de Tréqueffelec |
| 1899           | 1907          | Jean Cornic            |           | Déjà maire entre 1870 et 1874. |
| 1907           | 1909          | Guillaume Danion       |           | Déjà maire entre 1881 et 1891. |
| 1909           | 1917          | Pierre Le Gars         |           | |
| 1917           | 1919          | François Kerbourc'h    |           | |
| 1919           | 1919          | Louis Jaouen           |           | |
| 1919           | 1926          | François Kerbourc'h    |           | |
| 1926           | 1935          | Yves Le Floch          | Rép.G     | |
| 1935           | 1944          | François Danion        |           | Agriculteur Petit-fils de Guillaume Danion maire (1881-1891 et 1907-1911) Nommé membre de la Commission administrative départementale en 1941 |
| 1945           | 1946 (décès)  | Juste Boulais          | Rad-soc   | |
| septembre 1946 | 1952          | Pierre Patérour        |           | |
| 1952           | 1959          | François Maillet       | CNIP      | |
| mars 1959      | décembre 1959 | Adolphe Le Hir         | CNIP      | |
| 1960           | 1967          | Jacques Guéguen        |           | Maire-adjoint de Kerfeunteun |
| 1967           | 1975          | Jean Lemeunier         |           | Maire-adjoint de Kerfeunteun |
| 1975           | 1977          | Jean Riou              |           | Maire-adjoint de Kerfeunteun |
| 1977           | 1989          | Marc Dorval            |           | Maire-adjoint de Kerfeunteun |
| 1989           | 2001          | Jeannine Pennanéac'h   | PS        | Maire-adjoint de Kerfeunteun |
| 2001           | 2008          | Jean-Yves Bozec        | UMP→DVD   | Maire-adjoint de Kerfeunteun |
| 2008           | 2014          | Laurence Le Moigne     | PS        | Maire-adjoint de Kerfeunteun Employée à la CPAM                                                                                               |
| 2014           | 2020          | Christian Le Bihan     | UDI       | Maire-adjoint de Kerfeunteun. Cadre France Télécom                                                                                            |

NB : À partir de 1960, il s'agit de maires-adjoints de Kerfeunteun au sein du Grand Quimper créé par l'arrêté préfectoral du 11 décembre 1959.

## Personnalités liées à l'ancienne commune
- Yves Marie Audrein, prêtre breton, né à Gouarec le 14 octobre 1741, mort assassiné à Kerfeunteun, le 19 novembre 1800, député à l'Assemblée législative et à la Convention nationale.
- Jean-Marie Déguignet (1834-1903), apprenti agriculteur à Kermahonnet et apiculteur au Stangala. Écrivain breton de langue française et bretonne, auteur des « cahiers » du livre : Mémoires d'un paysan bas-breton.
- Frédéric Le Guyader, dramaturge, poète (1847-1926)[32]
- Katell Cornic[33] (1857-1917), qui inventa la recette de la crêpe dentelle.
- Jean Jaouen (1918-1945), officier de la 13e demi-brigade de Légion étrangère, Compagnon de la Libération[34], tué par une mine qu'il désamorçait le 30 mai 1945 à Juan-les-Pins.